# Fossil Butte Member

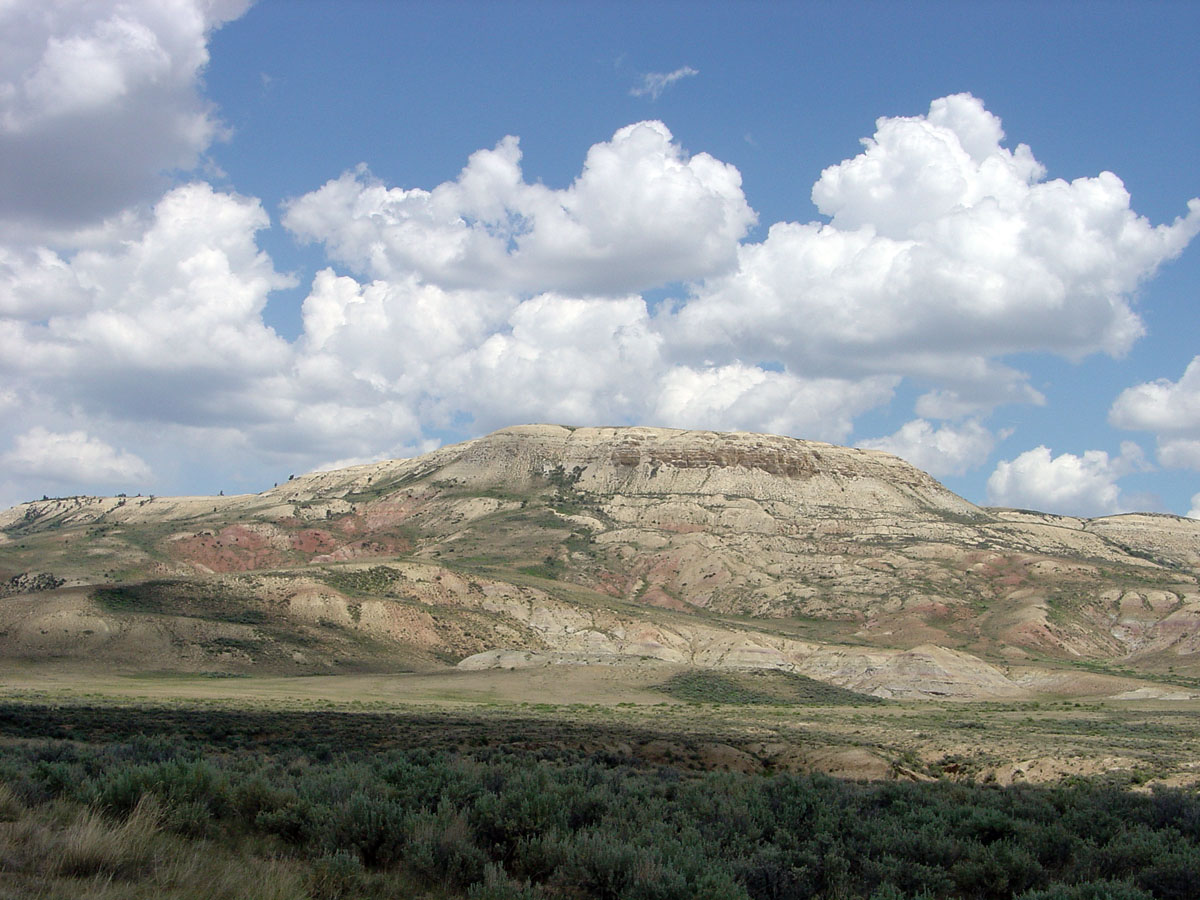
Das Fossil Butte National Monument innerhalb der Ablagerungsbereiche des Fossil Butte Members

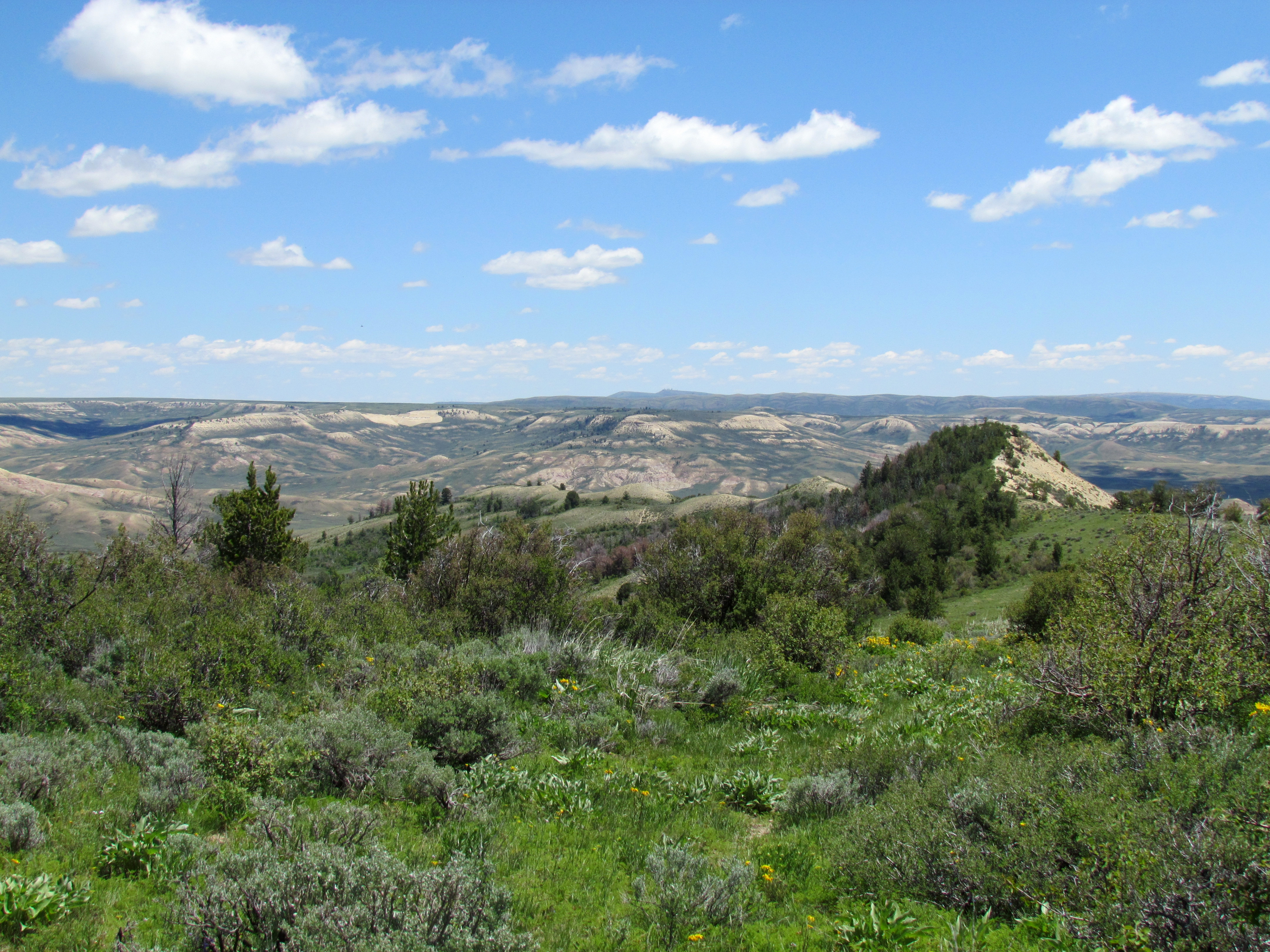
Die heutige Landschaft des Fossil-Beckens mit Aufschlüssen des Fossil Butte Members im Hintergrund

Das Fossil Butte Member (engl. für „Fossilkuppen-Schichtglied“ oder „-Unterformation“) stellt eine lithostratigraphische Untereinheit der Green-River-Formation dar, welche im Nordwesten der USA, hauptsächlich im Grenzgebiet der Bundesstaaten Wyoming, Utah und Idaho verbreitet ist. Sie bildet einen Abschnitt innerhalb der Sedimentabfolge des Fossil Lake, der im mittleren Abschnitt des Unteren Eozän vor rund 52 Millionen Jahren für einen Zeitraum von rund 2 Millionen Jahre bestand. Der Fossil Lake stellt den westlichsten Teil des Green-River-Seensystems dar. Diese Seenkette umfasste insgesamt drei Seen, deren Ablagerungen heute als Green-River-Formation überliefert sind. Das Fossil Butte Member besteht aus feinkörnigen Sedimenten, die in sehr dünnen Schichten übereinander abgelagert und teils reich an fossilen Brennstoffen sind. Als herausragende Besonderheit kann jedoch die außerordentliche Fossilerhaltung angesehen werden, wodurch die Sedimentabfolge eine der bedeutendsten Fossillagerstätten jener geologischen Epoche ist.
Der überwiegende Teil der Fossilien stammt aus zwei stratigraphisch getrennten Fundlagen. Die Funde umfassen meist vollständige Skelette von Wirbeltieren, wobei Fische dominieren. Hervorzuheben sind hier die Reste von Knightia und Diplomystus, deren Fundanzahl in die Hunderttausende geht. Aber auch Reptilien, Vögel und Säugetiere sind in einem nennenswerten Umfang vertreten. Vor allem unter den Säugetieren stechen einige eher ursprüngliche, heute ausgestorbene Verwandtschaftsgruppen hervor, mit Unpaarhufern und Fledermäusen sind aber auch zwei heute noch bestehende Entwicklungslinien nachgewiesen. Neben den Wirbeltieren sind zusätzlich zahlreiche Reste von Insekten und Pflanzen überliefert, ebenso wie Teile des Weichteilgewebes und der Nahrung. Bezogen auf die Fundmenge ist das Fossil Butte Member eine der produktivsten Fossilfundstellen, die aus der Zeit des Eozäns weltweit bekannt ist. Aufgrund der hohen Biodiversität der nachgewiesenen Lebewesen kann die damalige Landschaft relativ genau rekonstruiert werden. Zur Zeit des Bestehens des Fossil Lake herrschte damals tropisches Klima vor. In dessen Ufernähe wuchsen dichte Wälder. Im See und darum herum lebte eine artenreiche Tier- und Pflanzenwelt, die ein eng verwobenes Nahrungsnetz bildete.
Die Erforschung des Fossil Butte Members begann bereits in der zweiten Hälfte des 19. Jahrhunderts mit der Entdeckung einzelner Weichtiere, später kamen auch Wirbeltiere, zumeist Fische hinzu. Ungefähr im gleichen Zeitraum begannen auch die ersten privat und kommerziell orientierten Fossilbergungen, die in den 1960er Jahren stark zunahmen. Sie halten bis heute an und trugen maßgeblich zum starken Anwachsen der heute bekannten Funde der vielfältigen Lebenswelt des Fossil Lake bei. Aufgrund dieser kommerziellen Bergungen sind zahlreiche Funde aus dem Fossil Butte Member in Museen weltweit vertreten. Die herausragende Stellung der fossilführenden Fundschichten führte 1972 zur Einrichtung des Fossil Butte National Monument.

## Geographische Lage

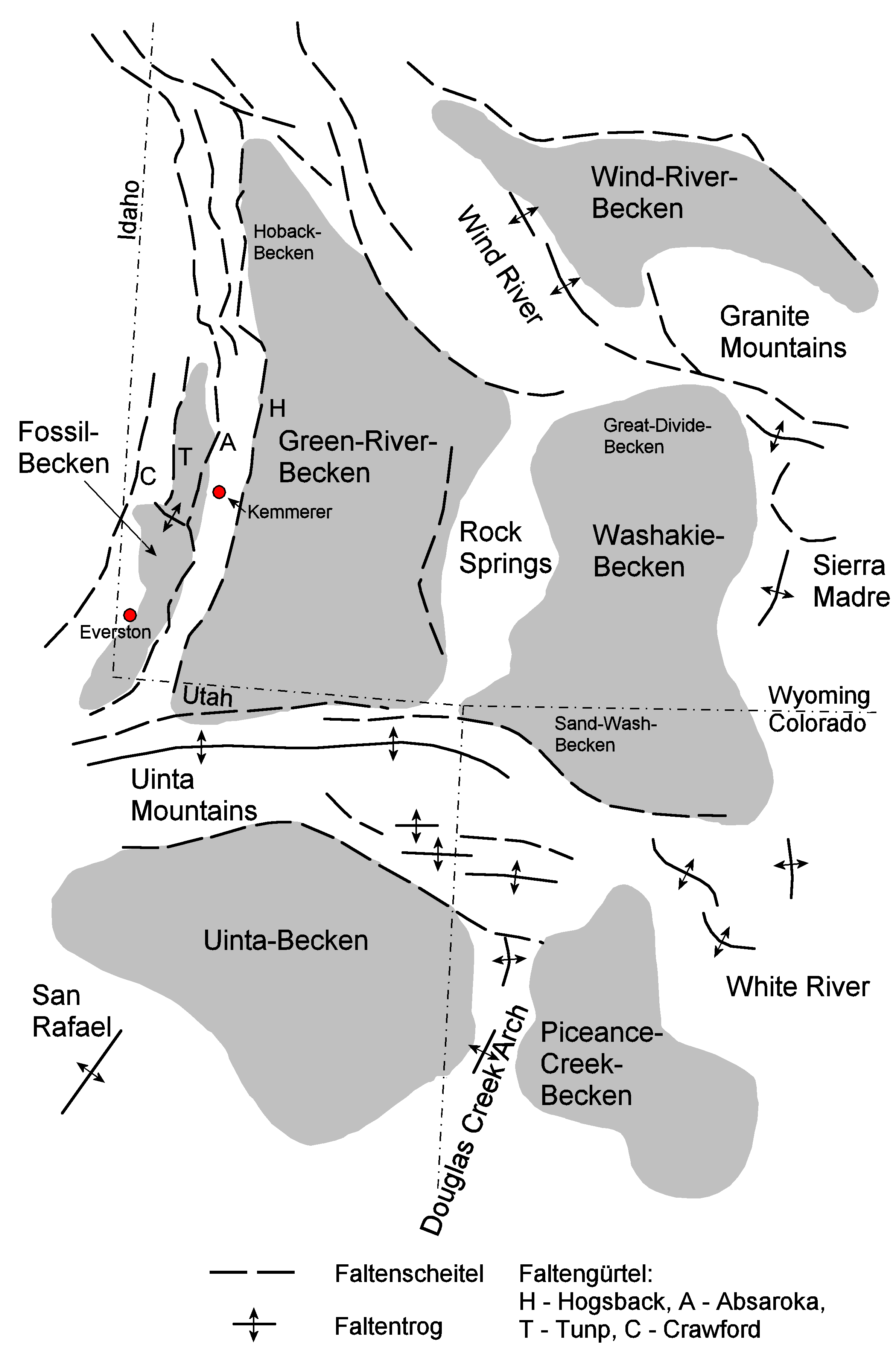
Lage des Fossil-Beckens und des Fossil Butte Members

Das Fossil Butte Member ist ein lokaler Abschnitt beziehungsweise eine Untereinheit der Green-River-Formation, welche nach dem Green River benannt ist, einem Zufluss des Colorado Rivers. Diese Untereinheit ist hauptsächlich im Südwesten des US-Bundesstaates Wyoming ausgebildet sowie im äußersten Südosten Idahos und im Nordwesten Utahs. Sie ist Bestandteil der Sedimentabfolge des Fossil Lake, der als einer von drei, heute nicht mehr existenten Seen im unteren Eozän hier bestand. Der Fossil Lake bedeckte einen Großteil des heutigen Fossil-Beckens, einer engen, langgestreckten und Nord-Süd verlaufenden synklinalen Eintiefung, die westlich direkt an das Green-River-Becken anschließt. Nur wenige Kilometer östlich des Fossil-Beckens etwa auf dem halben Weg zum Green-River-Becken befindet sich die Stadt Kemmerer, westlich dagegen der Bear Lake. Das Gebiet liegt heute durchschnittlich zwischen 2170 und 2300 m über dem Meeresspiegel, erreicht im Bereich des Bull Pen auch bis zu 2464 m. Es stellt eine durch Erosion entstandene, hügelige bis schroff felsige Landschaft dar, die mit Buschvegetation bestehend aus Salbeisträuchern und Kreosotbüschen bewachsen ist. Klimatisch wird das Gebiet heute durch trockene, teils halbwüstenartige und winterkalte Verhältnisse geprägt.

## Geologie

### Zur Geologie der Green-River-Formation

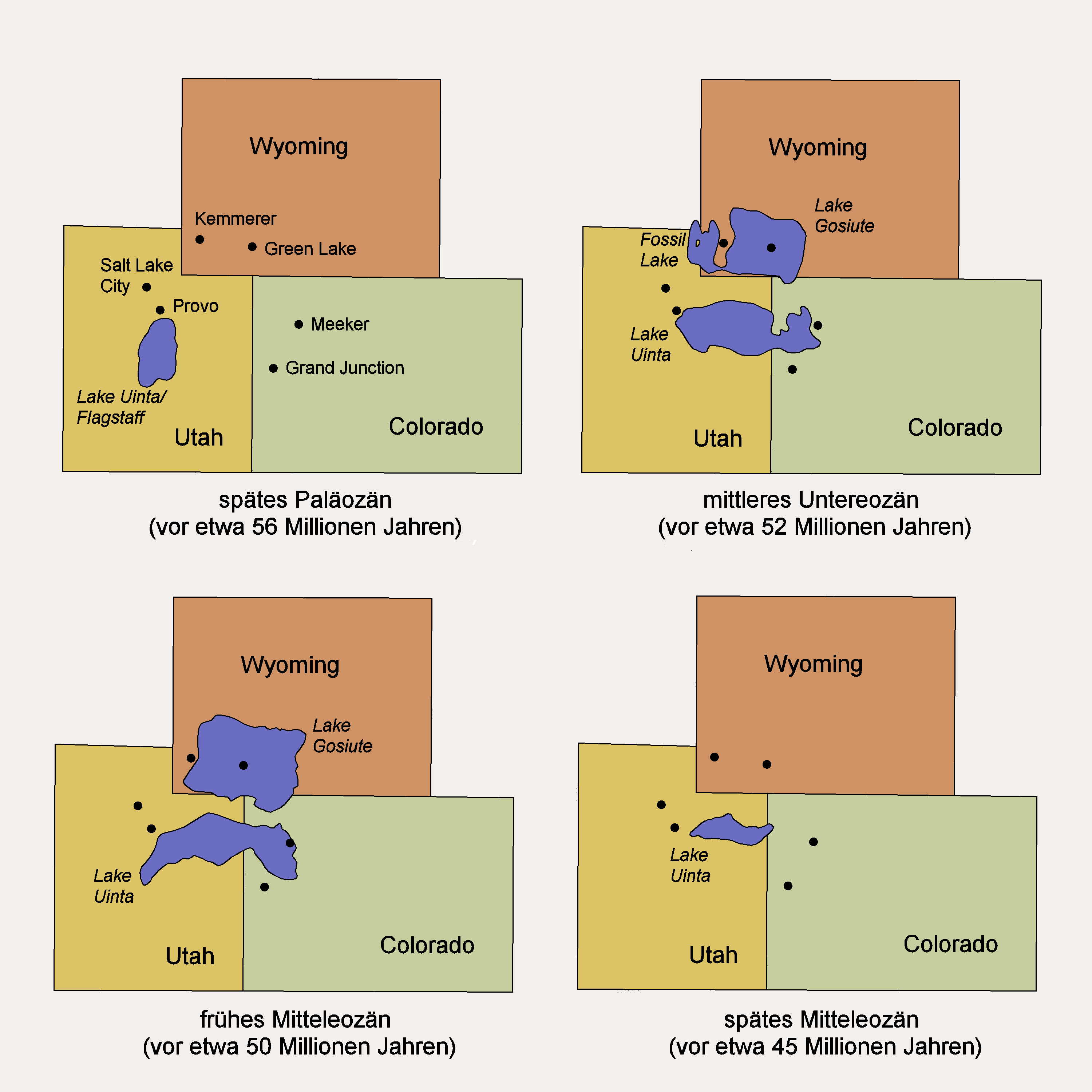
Entwicklung und Ausdehnung der Seen des Green River lake systems

Die Green-River-Formation erstreckt sich auf einer Fläche von mehr als 65.000 km² über weite Teile der US-Bundesstaaten Wyoming, Utah und Colorado und erreicht eine Mächtigkeit von durchschnittlich 600 m, im östlichen Bereich hat sie ihr Maximum mit 2150 m. Sie besteht überwiegend aus limnisch-lakustrinen Ablagerungen und gehört zu den größten Akkumulationen dieser Art weltweit. Diese Ablagerungen stellen die Hinterlassenschaften dreier Seen dar, die das Green River lake system bildeten, allerdings unterschiedlich lange bestanden. Zuerst entstand der Lake Uinta im ausgehenden Paläozän vor rund 56 Millionen Jahren. Seinen Ursprung hat er im heutigen Uinta-Becken in Utah, später dehnte er sich weiter nach Osten bis nach Colorado ins Piceance-Creek-Becken aus. Er stellt den größten und südlichsten See dar und bestand auch am längsten, bis in das ausgehende Mitteleozän vor 45 Millionen Jahren. Lake Gosiute erstreckte sich nördlich davon und füllte einen Großteil des heutigen Green-River-Beckens im südwestlichen Wyoming (einschließlich des Washakie-Beckens; beide zusammen inklusive einiger Nebenbecken werden auch als Greater Green River Basin bezeichnet). Er existierte vom Unteren bis zum beginnenden Mitteleozän. Der kleinste See und der mit der kürzesten Bestandsdauer war Fossil Lake westlich des Lake Gosiute im heutigen Fossil-Becken. Er bildete sich vor rund 52 Millionen Jahren im Untereozän und verlandete nur 2 Millionen Jahre später. Seine größte Ausdehnung betrug rund 1500 km². Das Green River lake system stellt mit einer Bestandsdauer von rund 11 bis 12 Millionen Jahren eines der stabilsten bekannten Seensysteme dar. Es erreicht etwa das Alter des Tanganjikasees im Ostafrikanischen Grabensystem. Die Entstehung der Seen hängt mit der Laramischen Gebirgsbildung zusammen, während der die Rocky Mountains aufgefaltet wurden. So falteten sich im Süden die Uinta Mountains, im Osten die Rock Springs und im Norden die Wind River Ranges auf. Zwischen den einzelnen Gebirgszügen entstanden weite Beckenbildungen, die sich mit Wasser füllten.
Jeder der Seen des Green River lake systems formte seine eigenen Ablagerungseinheiten aus, die unterschiedlich aufgebaut und dementsprechend unterschiedlich benannt sind. So lassen sich im Lake Uinta sechs Schichtglieder unterscheiden, im Lake Gosiute fünf und im Fossil Lake drei. Die Ablagerungen bestehen zumeist aus Ton--, Schluff-, Sand- und Kalksteinen. Ein Teil der Ablagerungen, hier vor allem die Kalksteine, ist zudem mit fossilen Brennstoffen wie Kerogen angereichert, die rund 4,3 Billionen Barrel im ehemaligen Lake Uinta und Lake Gosiute vermuten lassen. Die durchschnittliche Sedimentationsrate während der Bildung der Green-River-Formation betrug 10 bis 18 cm jährlich, die höchste erfolgte im Übergang vom Unteren zum Mittleren Eozän vor rund 49 bis 47,5 Millionen Jahren mit rund 1 m und mehr pro Jahr, als Ablagerungen unter anderem des Absaroka-Vulkanfeldes die Region aus dem Norden erreichten. Die Green-River-Formation und deren Schichtglieder werden teilweise von Ablagerungen der Wasatch-Formation im unteren und der Bridger-Formation im oberen Bereich unterbrochen, welche aus fluviatil oder alluvial eingetragenen Sedimenten bestehen. Diese wechselnde Lagerungsabfolge bestehend aus Green-River-, Wasatch- und Bridger-Formation gibt an, dass die Seen des Green River lake system nicht permanent bestanden, sondern periodisch oder episodisch trocken fielen. Vor allem Lake Uinta und Lake Gosiute können deshalb als Playa- oder lagunenartig flache Seen angesprochen werden. Der Fossil Lake dagegen war im Vergleich dazu etwas beständiger, zudem auch deutlich tiefer als die beiden anderen.

### Geologischer Aufbau des Fossil Lake und des Fossil Butte Members

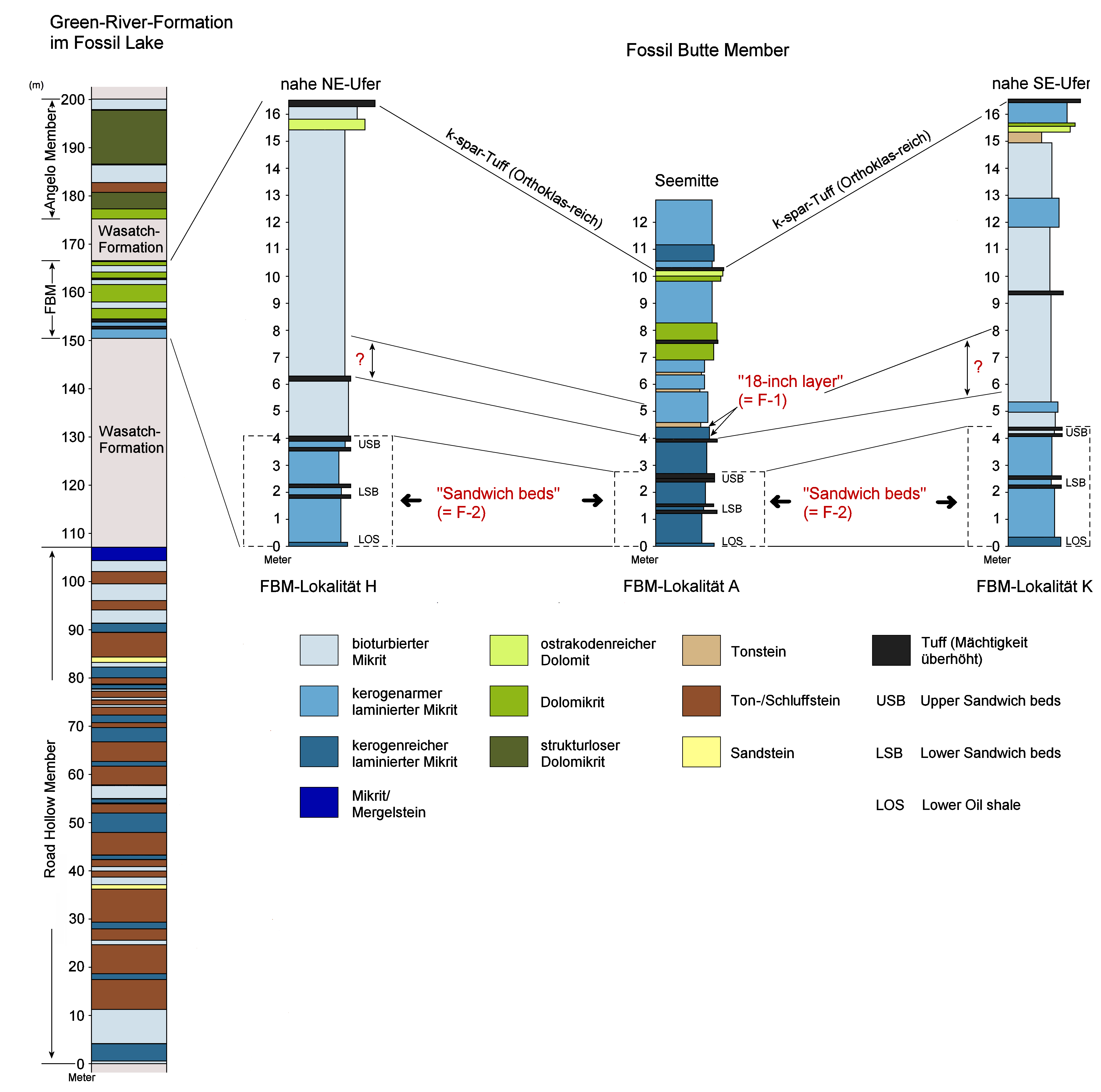
Geologischer Aufbau der Green-River-Formation und des Fossil Butte Members im Fossil-Becken

Den Untergrund des ehemaligen Fossil Lake bildet der Hauptkörper der Wasatch-Formation, der wiederum auf triassischen Gesteinen lagert. Die in der Zeit des Bestehens des Fossil Lakes abgelagerten Sedimente werden in drei Schichtglieder unterteilt. Zuunterst befindet sich das Road Hollow Member, das auch am mächtigsten ausgebildet ist. Es entstand zuerst im südlichen Teil des Fossil-Beckens als Überflutungsebene, die sich nach und nach Richtung Nord ausdehnte. Die größte Mächtigkeit liegt bei 125 m. Zwischen dem Road Hollow Member und darauf folgenden Fossil Butte Member ist eine knapp 40 m mächtige Sandsteinlage der Wasatch-Formation eingeschaltet. Das Fossil Butte Member erreicht im Uferbereich rund 22 m, im Beckenzentrum etwa 12 m Mächtigkeit, Grund für diese großen Unterschiede sind die höheren Sedimentationsraten am ehemaligen Seeufer. Kurzzeitig bestand dabei eine Verbindung zum Lake Gosiute, da am südlichsten Ende beider Seen das Fossil Butte Member mit dem Wilkins Peak Member des Lake Gosiute verzahnt ist. Auf das Fossil Butte Member folgt das Angelo Member, beide sind teilweise durch eine diesmal nur rund 5 bis 10 m mächtige Ton-/Schluffsteinzunge wiederum der Wasatch-Formation voneinander getrennt. Dem Angelo Member folgen alluviale Sedimente des Bullpen Members der Wasatch-Formation, die dann wiederum von der Fawkes-Formation überlagert werden. Insgesamt repräsentiert das Fossil Butte Member die geringmächtigste Schichteinheit des Fossil Lake, die etwa 9 % der Gesamtmächtigkeit einnimmt. Damit umfasst der Bildungszeitraum, bezogen auf die rund 2 Millionen Jahre währende Existenz des Fossil Lake nur wenige zehntausend Jahre.

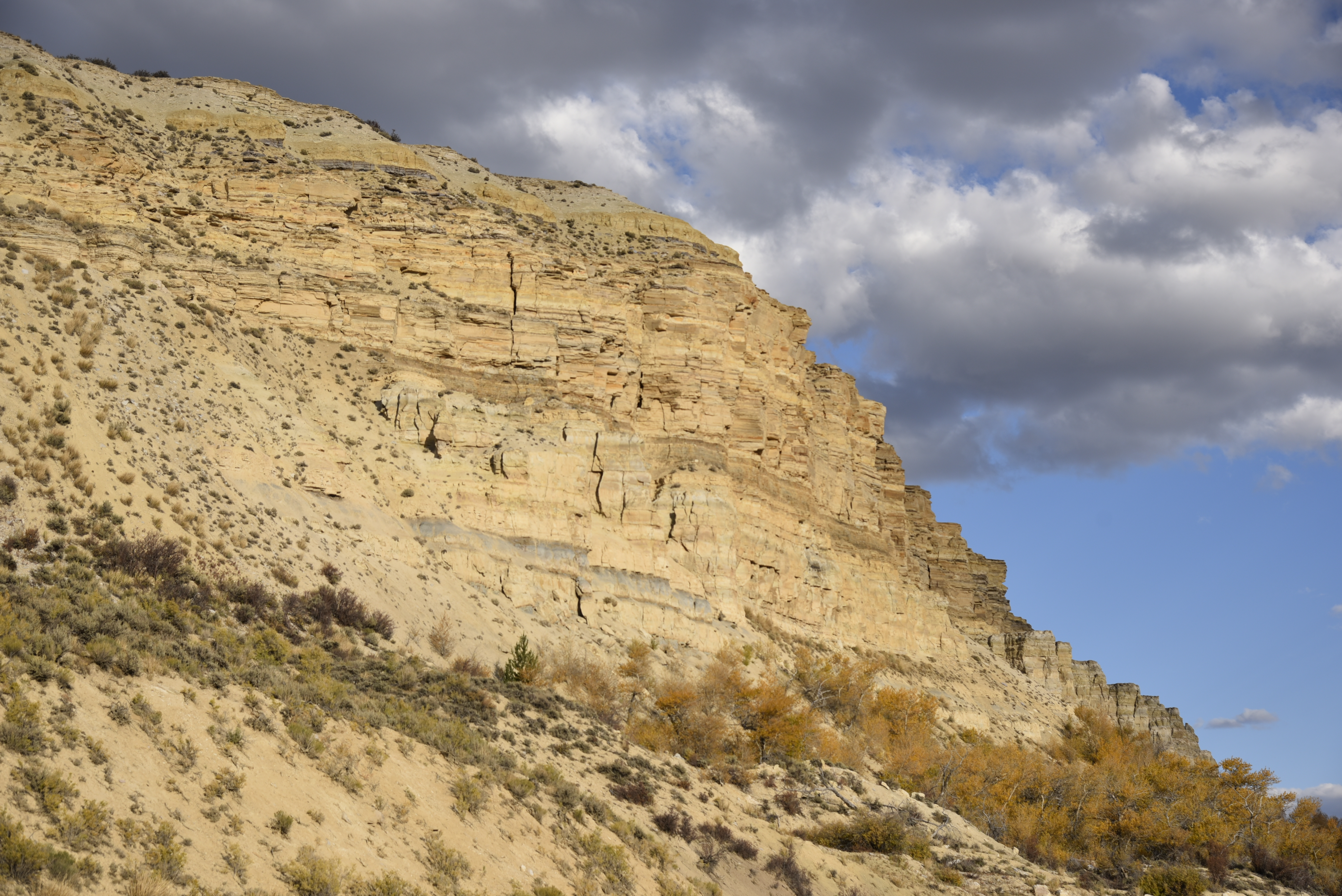
Der Typusaufschluss des Fossil Butte Members innerhalb des Fossil Butte National Monument im Lincoln County von Wyoming

Während das Road Hollow Member überwiegend aus Sand-, Schluff- und Tongesteinen mit dazwischen gelagerten dünnen Kalksteinschichten besteht, sind sowohl das Fossil Butte als auch das Angelo Member weitgehend aus Kalkstein aufgebaut, der Großteils aus Mikriten zusammengesetzt ist. Unterbrochen werden diese Kalksteinabfolgen häufig von geringmächtigen Tufflagen vulkanischen Ursprungs. Die Basis der Fossil Butte Members bildet das sogenannte Lower Oil shale, eine kerogenreiche Schicht von 20 bis 30 cm Mächtigkeit, die sich durch das gesamte Becken erstreckt. Im südlichen Beckenbereich liegt sie auf der Sandsteinzunge der Wasatch-Formation. Den oberen Abschluss markiert ein ockerfarbener, vulkanischer Tuff. Im Fossil Butte Member sind die Ablagerungen fein laminiert, wobei die Dicke der einzelnen Lagen deutlich unter 1 mm liegt. Die einzelnen Laminae entsprechen dabei weitgehend nicht einer jährlichen Ablagerungsrate im Sinne von Warven, sondern wurden in höherer Frequenz sedimentiert, möglicherweise infolge saisonaler oder episodischer Änderungen lokaler Wetterbedingungen. Insgesamt können in der Kalksteinabfolge fünf verschiedene Faziestypen unterschieden werden: kerogenreiche (KRLM) und kerogenarme laminierte Mikrite (KPLM), teils begrabene laminierte Mikrite (PBLM), bioturbierte Mikrite (BM) und Dolomikrite (DM). In den ufernahen Gebieten dominieren dabei die bioturbierten Mikrite, im Seebeckenzentrum die kerogenarmen und -reichen Mikrite.
Innerhalb der Ablagerungsfolge des Fossil Butte Members werden zwei sehr fundreiche Gebiete unterschieden. Nahe der Basis des Schichtglieds, rund 2 m oberhalb des Lower Oil shale, liegt das Sandwich bed layer (kurz Sandwich beds; auch Split fish layer, Orange fish layer oder F-2 genannt). Es ist im Uferbereich circa 4 m mächtig, im Beckeninnern verdünnt es sich auf etwa 2,5 m. Die Sandwich beds erscheinen als zwei rund 15 cm mächtige Schichten, die jeweils zwischen zwei 1 bis 3 cm dicken Tufflagen eingebettet sind (sandwiched) und als Lower Sandwich bed beziehungsweise Upper Sandwich bed angesprochen werden, zwischen beiden Lagen befinden sich wiederum kerogenhaltige Sedimente. Die gesamten Ablagerungen hier sind fein geschichtet mit Schichtdicken von durchschnittlich 0,14 mm. Die einzelnen Lagen besitzen in der Regel eine helle Färbung. Wenige Meter oberhalb der Sandwich beds befindet sich das 18-inch layer (auch Black fish layer oder F-1 genannt). Es ist im Beckeninnern nur 30 bis 40 cm mächtig, worauf sich der Begriff 18-inch layer bezieht, im Beckenrandbereich konnte diese Fundschicht bisher nicht eindeutig beobachtet werden. Sie besteht aus einer Wechselfolge von hellbraunen bis hellgrauen und dunkelbraunen Lagen, wobei diese mit 0,07 mm Dicke nur halb so mächtig sind wie die der Sandwich beds. In der gesamten Schichtfolge sind mehr als 4000 Einzellagen ausgebildet. Unter- und überlagert wird das 18-inch layer durch kerogenreiche Kalksteine. Im oberen Bereich des Fossil Butte Members befindet sich mit dem Mini fish layer eine dritte Fundzone, die aber erst vor wenigen Jahren entdeckt worden war. Sie ist dicht unterhalb einer markanten, schmalen Tufflage, dem k-spar-Tuff, ausgebildet. Der Tuff stellt eine orthoklasereiche, vulkanische Bildung dar, die wiederum etwa 3 bis 4 m unterhalb des ockerfarbenen Tuffs lokalisiert ist.

## Fossilfundstellen

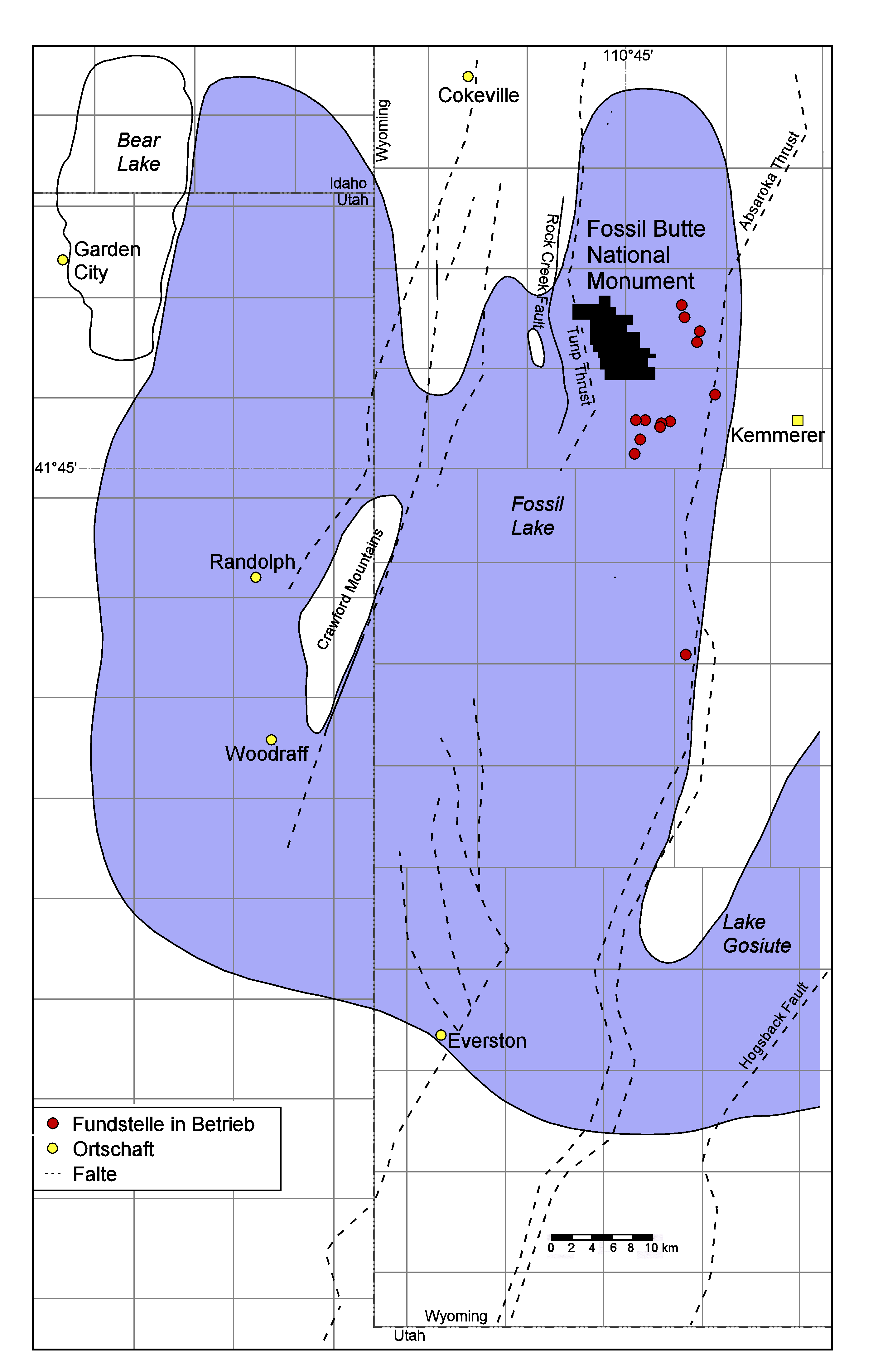
Größe und Umriss des Fossil Lake und Lage der heutigen Fundstellen

Bedeutende Fossilfundstellen konzentrieren sich am Uferbereich des ehemaligen Sees und im Seebeckenzentrum. Im Uferbereich sind hauptsächlich die Sandwich beds aufgeschlossen, im Beckeninnern das 18-inch layer. Allerdings wurden dort stellenweise auch die hangenden Bereiche mit den Mini fish layer erreicht. Insgesamt bestehen heute 14 Fundstellen in Form von Steinbrüchen, die in alphabetischer Reihenfolge (A bis N) benannt wurden und teilweise schon seit über 60 Jahren in Betrieb sind. Bedeutende Fundstellen in der Uferzone befinden sich auf dem Gelände der Thompson Ranch im nordöstlichen Uferbereich (Lokalitäten H und M) beziehungsweise bei Warfield Springs weiter im Süden (Lokalität K). Fundstellen des Beckeninnern liegen dagegen auf der Lewis Ranch (Lokalitäten A bis D). Alle diese Steinbrüche sind in privater Hand. Der Bundesstaat Wyoming führt beziehungsweise vermietet aber eigene Fundstellen. Hierzu gehören etwa die Lokalitäten E bis G im Beckenzentrum und I und J im nördlichen Uferbereich. Neben privaten und kommerziell tätigen Fundbergungen sind auch Universitäten und andere Forschungseinrichtungen vor Ort tätig, etwa das Field Museum von Chicago und die Brigham Young University. An einigen der privat und offiziell geführten Fundstellen können auch Touristen teilnehmen.

## Funde

### Funderhaltung
Die Funderhaltung im Fossil Butte Member ist außergewöhnlich gut, so dass zahlreiche vollständige Skelette von Wirbeltieren nebst Teilen des Weichteilgewebes und zusätzlich vollständige Reste von Wirbellosen und Pflanzen überliefert sind. Daneben treten auch alle Formen der Disartikulation bis hin zu komplett zerfallenen Skeletten auf., letztere umfassen aber nur 6,8 % des Gesamtmaterials, andere Zerfallsstadien insgesamt 23,3 %. Die Funde gehen in die Millionen, wobei Fische außergewöhnlich häufig sind, vor allem Strahlenflosser. Annahmen zufolge kommt auf 5.000 bis 10.000 aufgefundene Strahlenflosser ein Landwirbeltier. Schätzungsweise werden derzeit jährlich mehr als 100.000 Fossilien entdeckt, von denen aber nur die Hälfte bekannt oder verkauft wird, da der Rest beschädigt beziehungsweise unvollständig ist. Die Anzahl der aufgefundenen Fossilien ist durch die kommerzielle Suche stark angestiegen. Noch für das letzte Viertel des 20. Jahrhunderts wurden 200.000 Funde insgesamt angenommen.
Die ungewöhnlich gute Erhaltung geht auf die kalkreichen Ablagerungen des Fossil Butte Members zurück. Der Kalk stammt aus den umgebenden Bergen und war während der Existenz des Fossil Lake durch Bäche und Flüsse in den See transportiert worden. Dadurch wurde das Seewasser mit Kalk übersättigt, der dann ausfällte und sich am Seegrund ansammelte. Durch anschließende Pressung aufgrund der entstandenen Sedimentauflast bildeten sich kalkhaltige Gesteine, die für die guten Erhaltungsbedingungen sorgte. Die Fossilien sind weiterhin permineralisiert, das heißt, die mineralreichen Wässer des Fossil Lake formten in den Poren der Knochen Kristalle aus, die diese bis zur Zellebene hin erhielten. Hauptsächlich handelt es sich dabei um weißes oder farbloses Calcit, der die Knochen in ihrer überwiegend natürlich gelblichen Farbe erhielt. Einige Fossilien, so aus dem 18-inch layer im Seebeckenzentrum und den Sandwich beds am Seeufer sind allerdings durch die Einlagerung kohlenstoffhaltiger Pigmente dunkel bis schwarz gefärbt (Karbonisierung).

### Flora

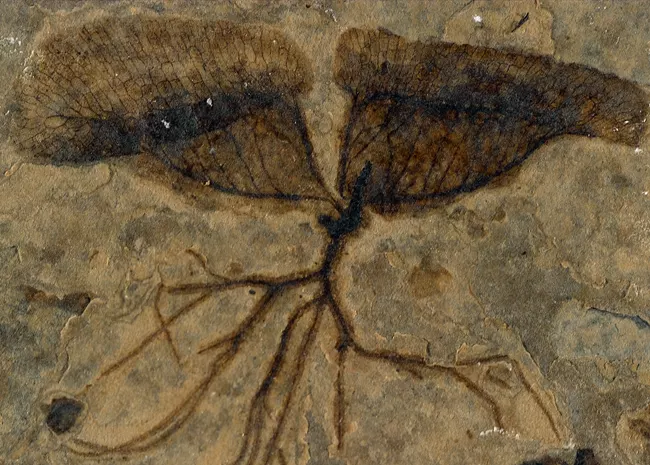
Abdruck von Salvinia aus dem Fossil Butte Member

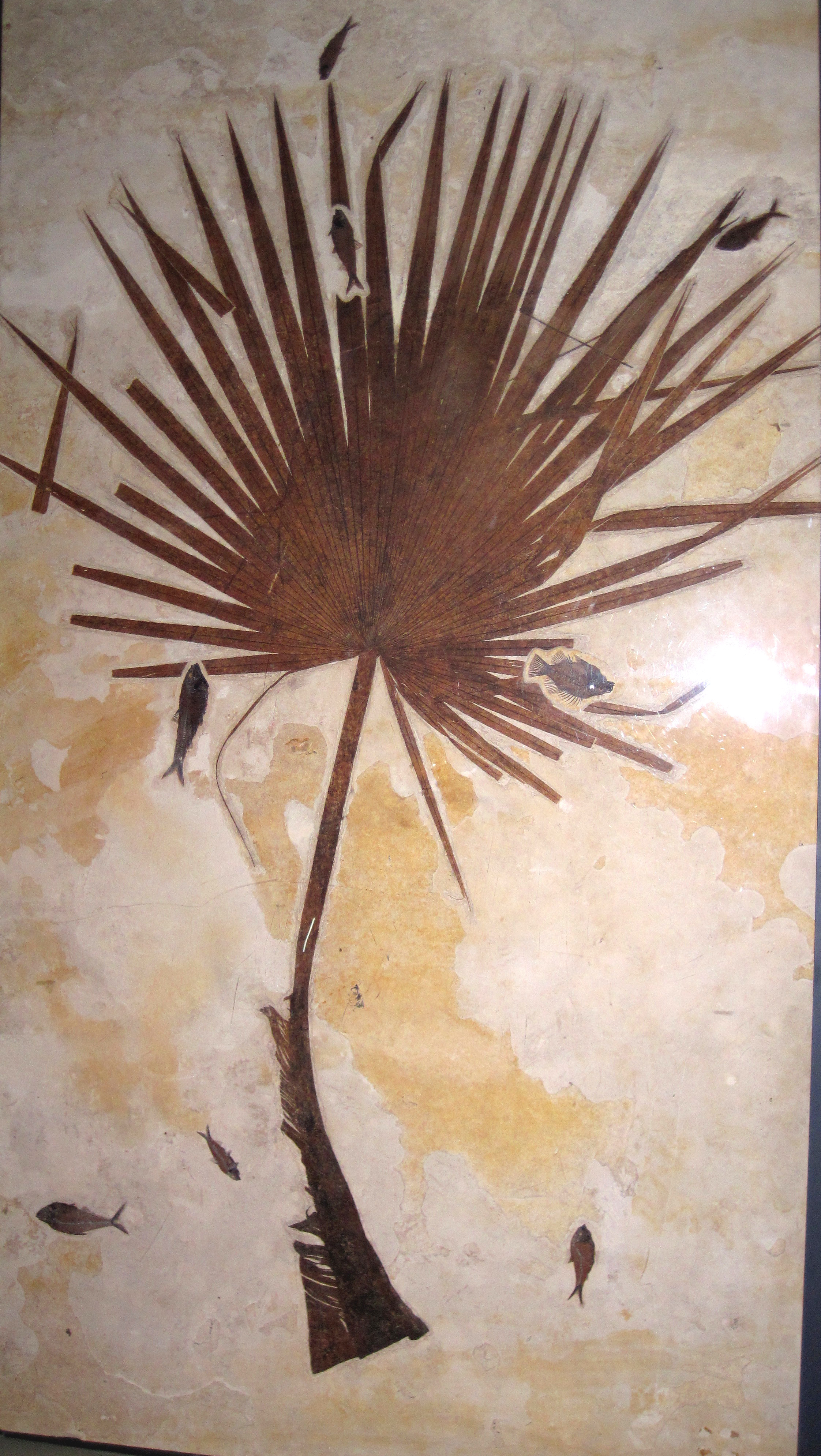
Abdruck eines Blattes von Sabalites aus dem Fossil Butte Member

Pflanzen sind zahlreich, bisher weitgehend aber unbestimmt. Die Fossilreste umfassen Blätter, Pollen, Blüten, Früchte, Zweige Äste und Wurzeln. Meist liegen die Funde einzeln und weniger zusammenhängend vor, was es teilweise erschwert, die verschiedenen Pflanzenteile wie Blätter, Blüten und Früchte einander zuzuordnen. Sehr bedeutend ist der Nachweis der Grünalgen, unter anderem mit Pediastrum, die zu den Primärproduzenten gehören und Nahrungsgrundlage für zahlreiche im Wasser lebende Organismen bildeten. Schachtelhalme sind eher selten, aber mit Equisetum nachgewiesen. Vielgestaltiger aber immer noch selten treten die nahe verwandten Echten Farne auf. So konnten Reste von Tüpfelfarnartigen, Kletterfarnen (Lygodium spp.) und Schwimmfarngewächsen geborgen werden. Letztere umfassen mit Azolla und Salvinia zwei süßwassergebundene Gattungen. Auch eher rar wurden bisher Nadelhölzer beobachtet. Allerdings kommt als Besonderheit ein nur 6 cm langer Fund eines Zweiges mit nadelartigen Blättern und beerenartigen Früchten vor, der als Wacholder aus der Gruppe der Zypressengewächse identifiziert wurde. Weit häufiger sind die Bedecktsamer anzutreffen. Zu den urtümlicheren gehören die Lorbeer-, Pfeffer- und Froschlöffelartigen. Eine der häufigsten Blütenpflanzen überhaupt ist den Spargelartigen zuzuweisen, möglicherweise aus der Gruppe der Amaryllisgewächse. Allein mehrere hundert Blütenstände sind aus dem 18-inch layer bekannt, die einzelnen Funde messen dabei zwischen 4,1 und 8,8 cm. Auch Palmengewächse gehören zu den regelmäßig aufgefundenen Pflanzen, darunter solche aus der Gattung Sabalites. Deren Blätter können mitunter extrem groß werden, so wurden Exemplare mit 4 m Länge beobachtet. Daneben kommen zudem Blütenstände vor. Eine weitere häufige Pflanze ist der heute in tropischen Regionen verbreitete Süßwasserbewohner Ceratophyllum. Dem gegenüber wurden die geflügelten Samen des Yams bisher selten beobachtet. Die Funde vom Fossil Butte Member gehören zu den ältesten Belegen in Nordamerika. Zudem erweitern sie das Spektrum der eher wenig dokumentierten kletternden Pflanzen an den Ufern des ehemaligen Sees.

Abdruck eines Blattes von Cardiospermum aus dem Fossil Butte Member

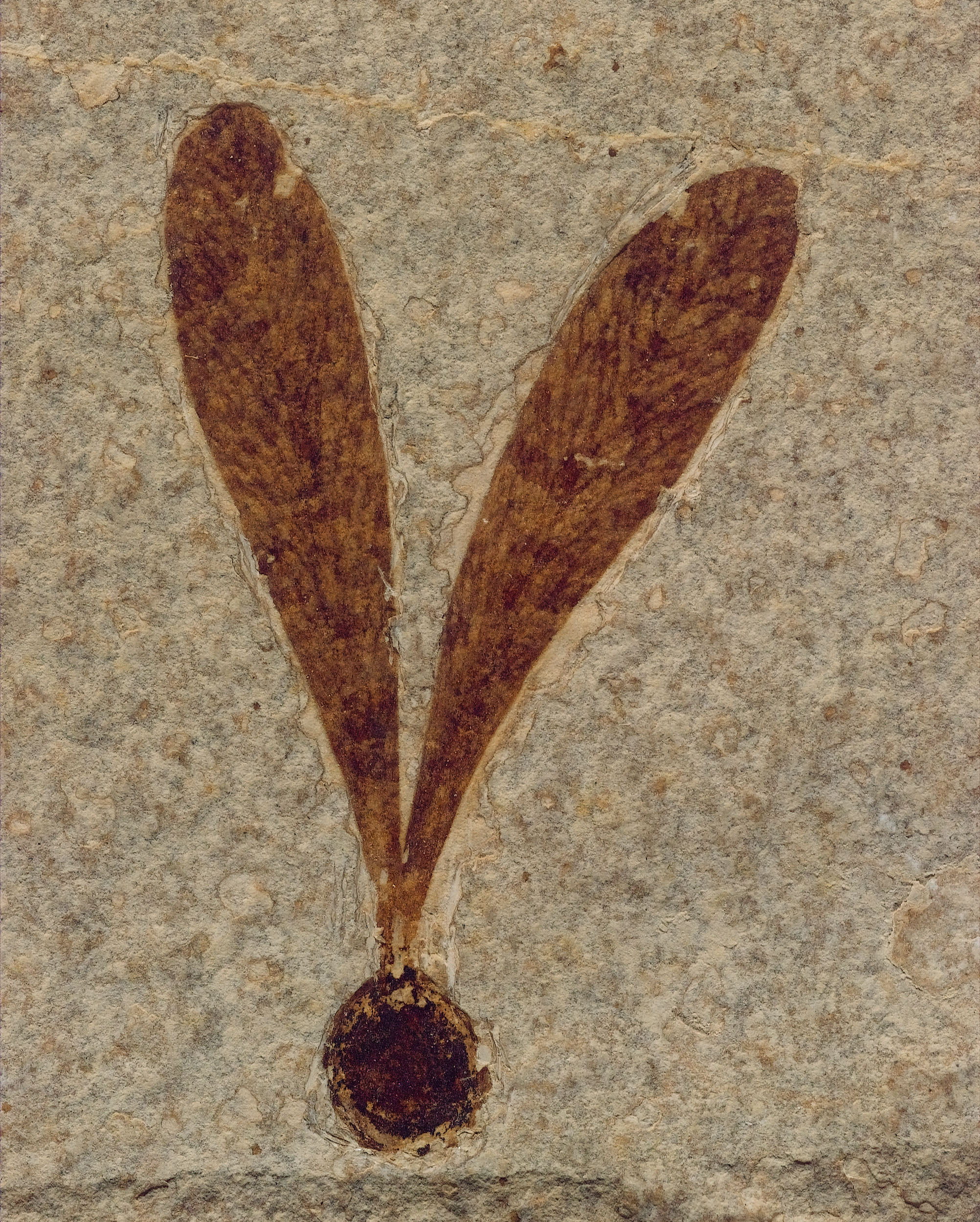
Abdruck eines zweiflügeligen Samens von Lagokarpos aus dem Fossil Butte Member

Die vielfältigste Gruppe der Pflanzen im Fossil Butte Member werden durch die Zweikeimblättrigen repräsentiert, von denen Vertreter aus gut 20 Familien vorliegen. Häufig treten Lotosblumen auf, die über Blätter, Samenkapseln und Wurzeln nachgewiesen sind. Nahe verwandt sind die ebenfalls recht umfangreich belegten Silberbaumgewächse und Platanen, letztere bildeten als hoch wachsende Bäume einen Teil der geschlossenen Wälder um den Fossil Lake. Ähnliches gilt für Liquidambar aus der Gruppe der Steinbrechartigen, allerdings ist die Gattung eher selten. Ebenfalls rar sind Trompetenbaum- und Araliengewächse, die beide anhand von Blättern belegt sind. Hinzu kommen bei Araliengewächsen auch Blütenstände von bis zu 57 cm Länge. Besonders eindrucksvoll sind Fruchtstände von Moschuskrautgewächsen mit Früchten von 0,8 bis 1 cm Durchmesser. Blattfunde konnten bisher nicht belegt werden. Weiterhin treten mehrere Arten von Populus aus der Gruppe der Weidengewächse auf, was sich an den unterschiedlich gestalteten Blättern zeigt. Hülsenfrüchtler konnten bisher mit drei Arten nachgewiesen werden: eine aus der Gattung Swartzia und eine aus der Gattung Parvileguminophyllum. Eine dritte ist noch unbeschrieben, umfasst aber nur eine, dafür aber relativ vollständige Pflanze. Ebenfalls singulär sind Brennnesselgewächse aus der Gruppe der Rosenartigen mit nur einem, 15 cm langen Blatt belegt. Häufiger dagegen treten die verwandten Ulmengewächse auf, unter anderem Cedrelospernum, das Früchte und Blätter hinterließ. Im Fossil Lake kommen aber im Gegensatz zu Funden aus dem Lake Uinta beide nicht gemeinsam vor. Unter den Buchenartigen treten vor allem die Walnussgewächse mit Platycarya und Gagelstrauchgewächse mit Comptonia hervor. Sie sind häufig über Zweigreste nachgewiesen, ersteres auch über Blätter. Von Myrtengewächsen wie Psidium wurden dagegen bisher nur Samenkapseln aufgefunden, die dafür in hoher Anzahl vorkommen. Die Seifenbaumartigen weisen im Fossil Butte Member drei Familien auf. So gehören Rhus und Astronium zu den Sumachgewächsen. Von Astronium sind vor allem Blüten mit 4 bis 6 cm Durchmesser bekannt. Auch die Seifenbaumgewächse werden durch mehrere Gattungen repräsentiert, die aber alle noch nicht genauer untersucht sind. Von Koelreuteria konnte dabei bisher nur eine Frucht von 6,5 cm Größe gefunden werden. Andere auftretende Formen sind Sapindus und Dipteronia. Recht bedeutend in diesem Zusammenhang ist das Auftreten von Cardiospermum, wozu auch die heute tropisch vorkommende Ballonrebe zählt. Eine der häufigsten Pflanzen des Fossil Butte Members stellt Ailanthus aus der Gruppe der Bittereschengewächse dar, die Funde des Fossil Butte Members gehören zu den ältesten Nachweisen in Nordamerika. Die Gattung ist durch bis zu 13 cm lange Blätter und zahlreiche geflügelte Samen überliefert. In der näheren Verwandtschaft steht Chaneya, eine Pflanze, die durch fünfblättrige, blumenartige, etwa 3 cm messende Früchte charakterisiert ist. Die Malvengewächse werden mit Florissantia durch eine einzige Blüte repräsentiert. In dessen systematische Nähe gehört Sterculia, eine sehr häufige Pflanze, die sich durch dreizackige Blätter auszeichnet. Daneben liegen noch zahlreiche unbeschriebene Funde vor, ebensolche, deren genauen verwandtschaftlichen Beziehungen ungeklärt sind, etwa Lagokarpos. Diese Pflanze ist über zahlreiche Samen bekannt, deren anhängende Flügelblätter ihnen auch den Namen „Kaninchenohren“ einbrachten.

### Fauna

#### Wirbellose

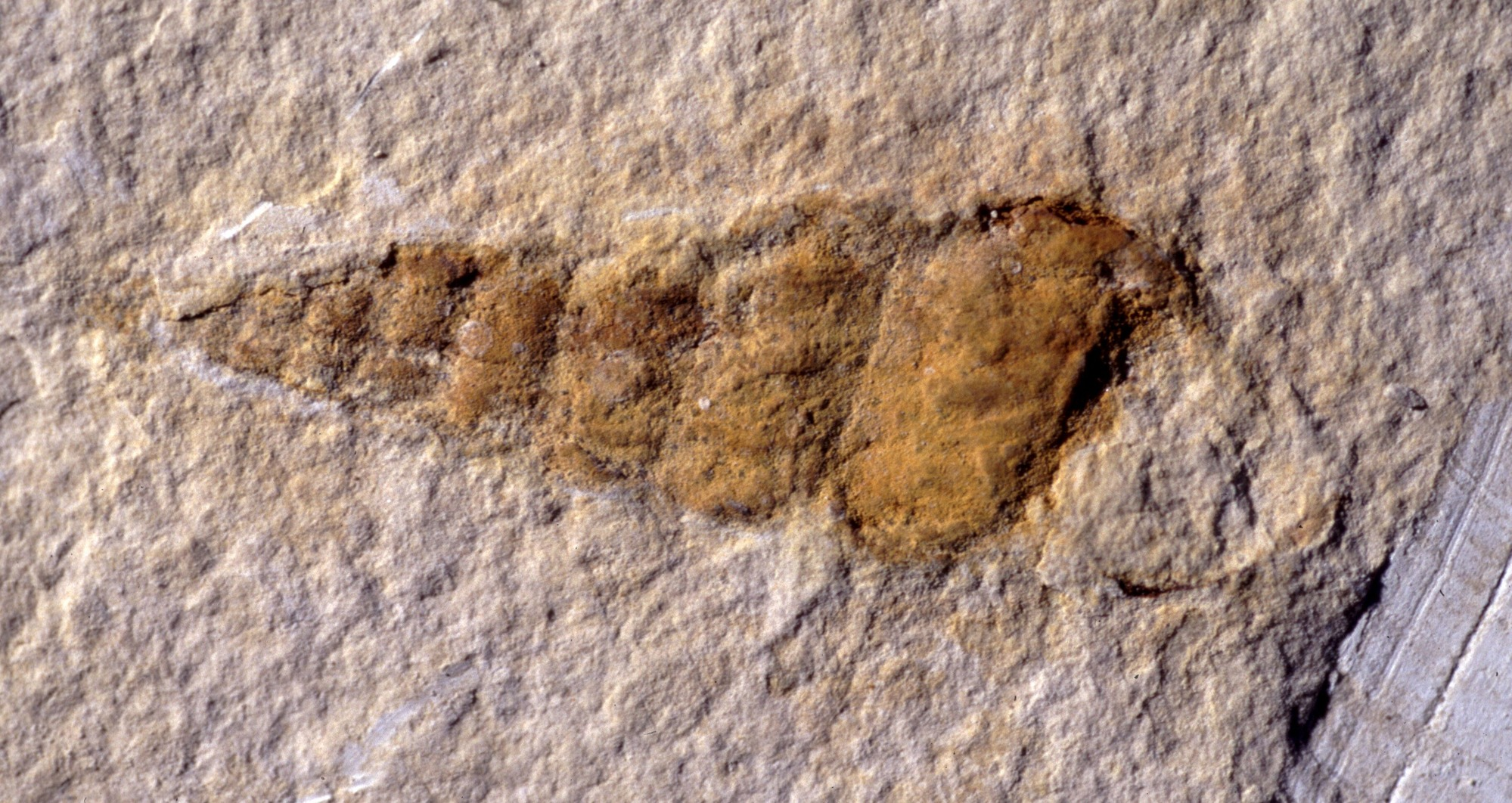
Abdruck eines Gehäuses von Goniobasis aus dem Fossil Butte Member

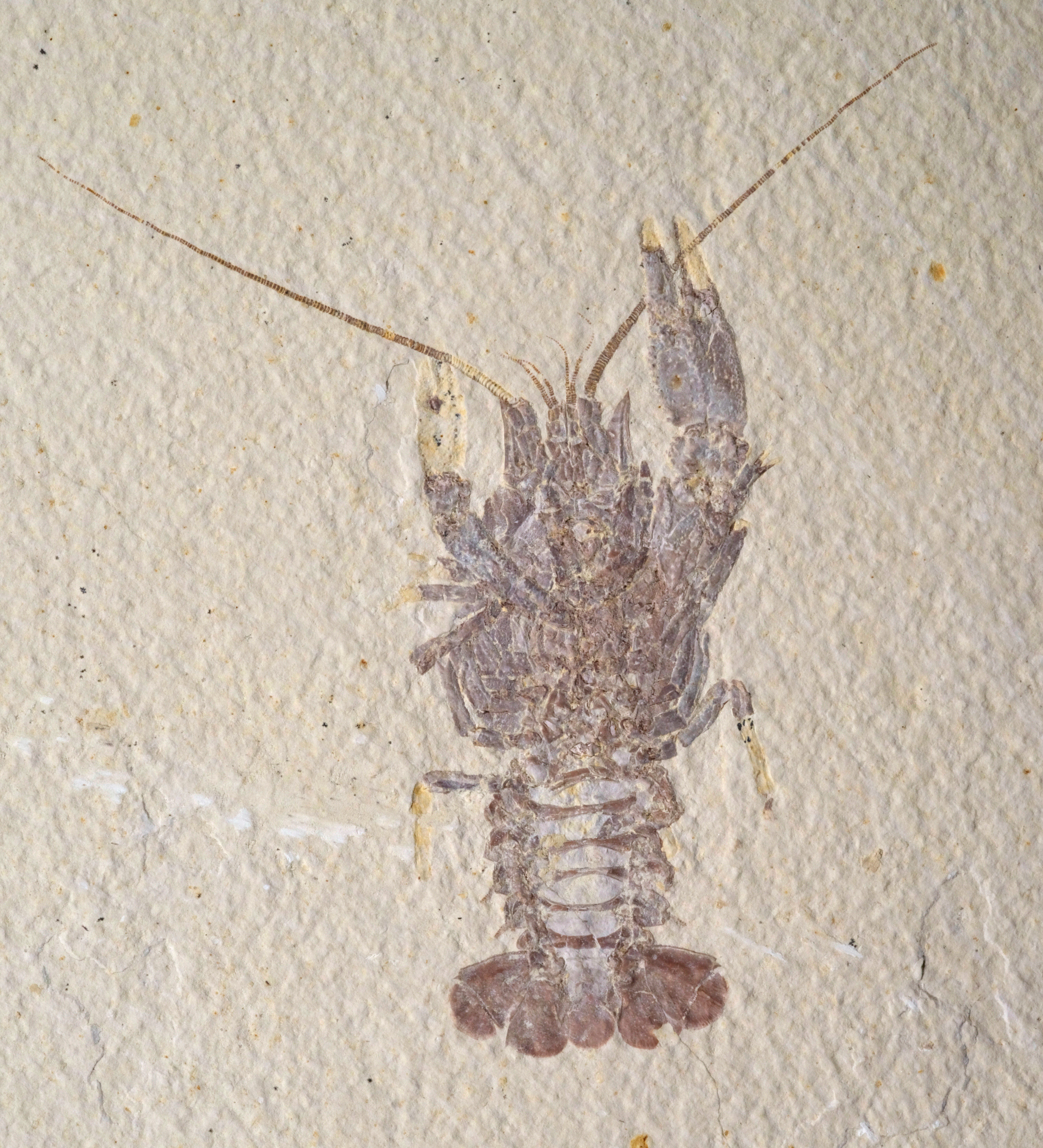
Abdruck von Procambarus aus dem Fossil Butte Member

Reste von Wirbellosen sind recht häufig im Fossil Butte Member, aber insgesamt seltener als in den Ablagerungen des Lake Gosiute und Lake Uinta. Ein Großteil der Funde ist noch nicht wissenschaftlich aufgearbeitet. Artenarm treten bisher die Weichtiere in Erscheinung. Hierzu zählen unter anderem Schnecken wie Goniobasis aus der Gruppe der Pleuroceridae und Viviparus, eine Sumpfdeckelschnecke. Unter den Muscheln sind bisher nur Fluss- und Teichmuscheln (Unionidae) nachgewiesen. Spinnen umfassen im Fossil Butte Member Krabbenspinnen, Springspinnen und Wolfsspinnen, die allesamt recht klein waren mit Körperlängen von 8 bis 15 mm. Überwiegend aus den Sandwich beds stammen Zehnfußkrebse, von denen bisher die Gattungen Procambarus und Bechleja aus dem Fossil Butte Member beschrieben wurden, letztere wurde bis zu 8,6 cm groß. Unter den Muschelkrebsen sind Hemicyprinotus und Pseudoeucypris aus der Gruppe der Cyprididae vertreten, deren Muschelschalen oft nur 1 mm groß wurden. Erstere Form ist hauptsächlich an kerogenreiche, letztere an kerogenarme Ablagerungen gebunden. Beide zeigen somit unterschiedliche Umweltbedingungen im ehemaligen See an, die teilweise mit variierenden Wasserspiegelständen verbunden sind. Allgemein selten sind Tausendfüßer.

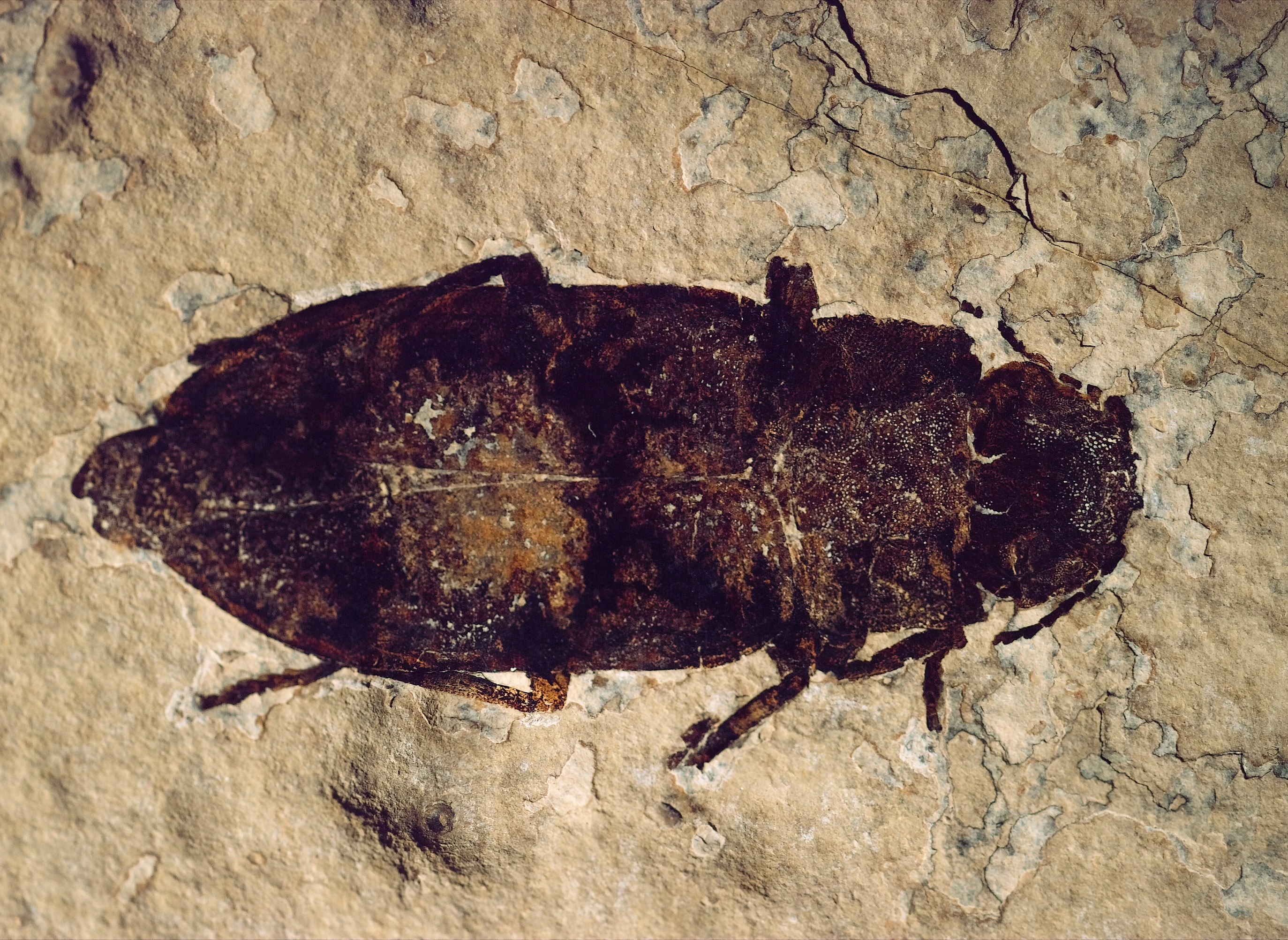
Abdruck eines Prachtkäfers (Buprestidae) aus dem Fossil Butte Member

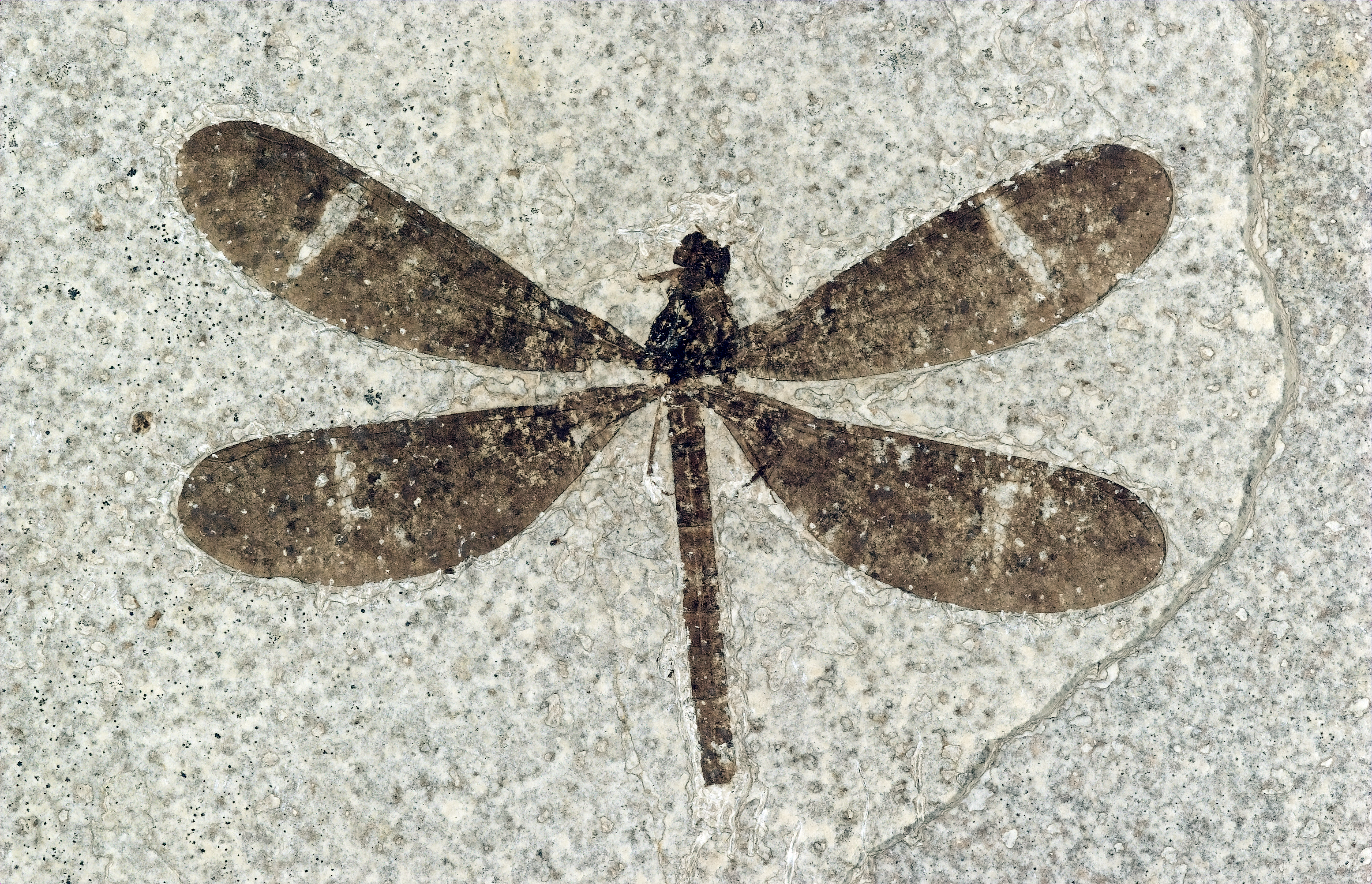
Abdruck von Tynskysagrion aus dem Fossil Butte Member

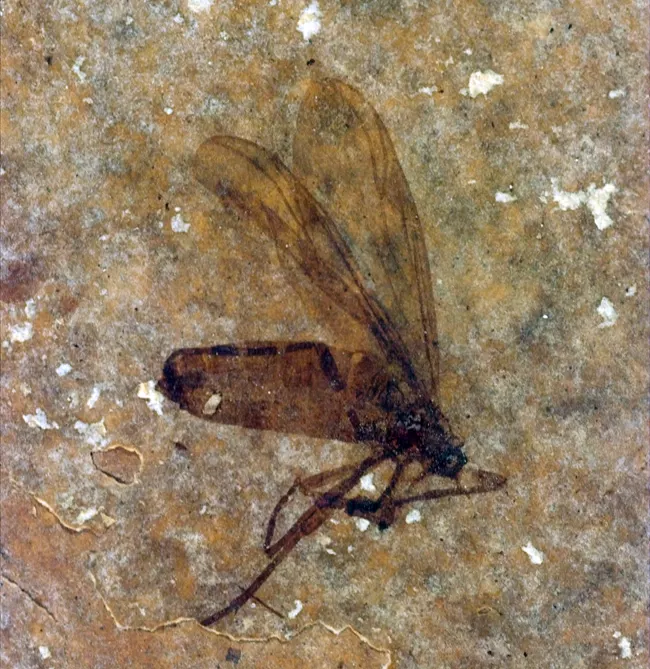
Abdruck von Plecia aus dem Fossil Butte Member

Am häufigsten und vielfältigsten sind Insekten vertreten. Hierbei sind Funde von mehreren vollständigen Libellen bedeutend, bei denen teilweise noch die feine Aderung der Flügel erkennbar ist. Fast alle aufgefundenen Reste gehören den Kleinlibellen an. Hierunter finden sich Formen wie Eodysphaea, Labandeiraia, Zacallites, Oreodysagrion und Tynskysagrion. Selten kommen Heuschrecken und Steinfliegen vor, von denen aber auch Nymphen überliefert sind. Unter den Schnabelkerfen sind Wasserläufer sehr geläufig, die vor allem im 18-inch layer gehäuft auftreten. Vielfältig sind die Käfer überliefert. Hierzu zählen vor allem die Prachtkäfer, die mit bis zu 5 cm langen Exemplaren vorkommen. Weitere auftretende Käfer gehören zu den Laufkäfern, Rüsselkäfern und den Cupedidae. Hautflügler sind mit Wespen, Bienen und Ameisen nachgewiesen, erstere mit drei Familien: die Faltenwespen, die Schlupfwespen und die Dolchwespen. Ameisen kommen mit Königinnen und Arbeiterinnen vor, flugunfähige Vertreter sind jedoch selten und meist durch Bäche eingespült. Mit Eoteredon gelang ein seltener Nachweis der Holzwespen, bisher wurde ein weibliches Exemplar mit deutlich sichtbarem Legebohrer aufgefunden. Ebenso treten Tagfalter auf, die zu den ältesten Funden weltweit gehören. Die häufigsten Insekten des Fossil Butte Members sind aber den Zweiflüglern (Fliegen und Mücken) zuzuweisen. Mehr als 80 % werden von Haarmücken der Gattung Plecia gestellt, eine der wenigen gültig beschrieben Formen des Fossil Butte Members. Das massenhafte Auftreten lässt annehmen, dass diese damals wie heutige Vertreter in Schwärmen vorkamen. Weiterhin sind Schnaken, Tastermücken oder Trauermücken überliefert.

#### Fische und Amphibien

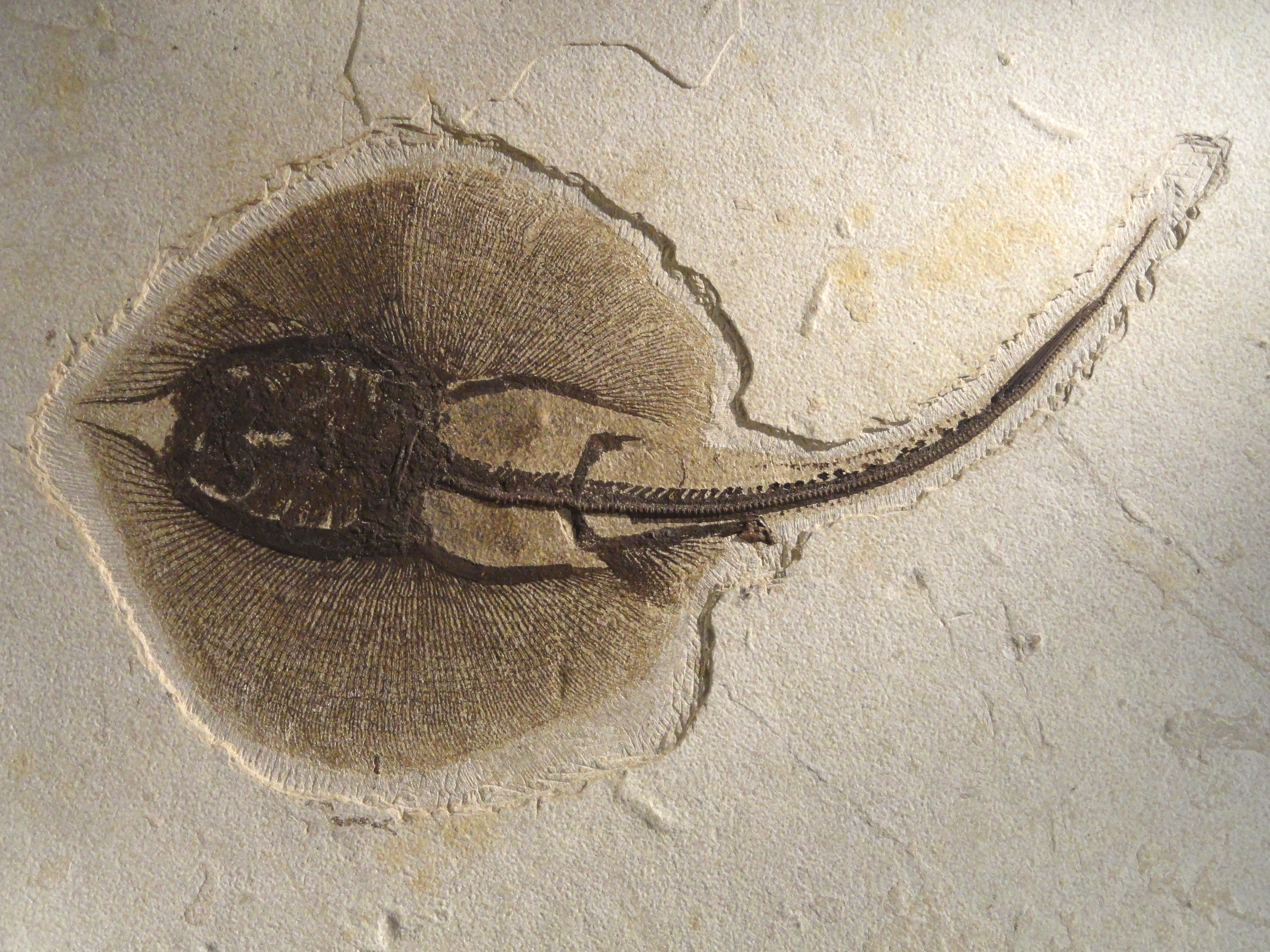
Fossilrest von Heliobatis aus dem Fossil Butte Member

Das bisher umfangreichste Fundmaterial lieferten die Fische, deren Reste buchstäblich in die Millionen gehen. Dabei überwiegen vor allem vollständige Individuen, denen zum Großteil noch die feinen Fischschuppen anhaften. Knorpelfische werden durch zwei Gattungen der Stechrochen angezeigt, Heliobatis und Asterotrygon. Von beiden Vertretern sind sowohl Alttiere mit über 65 bis teilweise 90 cm Gesamtlänge und wesentlich kleinere Jungtiere bekannt, ebenso wie zwei sich wohl gerade paarende Fische. Asterotrygon weist gegenüber Heliobatis einen dickeren Schwanz auf und ist mit 30 im Vergleich zu 1000 Exemplaren auch deutlich seltener. Alle anderen Fische gehören den Strahlenflossern an. Relativ selten und urtümlich da zu den Knorpelganoiden zählend sind Störartige, deren einzige hier vertretene Gattung Crossopholis sich von anderen Fischen ernährte, wie anhand des Gebissaufbaus und einiger Nahrungsreste gedeutet werden kann. Knochenganoide wurden unter anderem durch die Knochenhechtartigen nachgewiesen. Diese umfassen mit Lepisosteus, Atractosteus und Masillosteus mehrere Gattungen. Letzte ist äußerst selten mit rund 8 nachgewiesenen Exemplaren bisher. Atractosteus kann dagegen 300 Fossilfunde vorweisen und stellt mit einer Körperlänge von 1,6 bis 2 m einen der größten Fische des Fossil Butte Members dar. Amia und Cyclurus stehen dagegen dem heutigen Kahlhecht nahe. Die Vertreter der ersteren Gattung wurden mit rund 1,4 m Gesamtlänge ebenfalls recht groß.

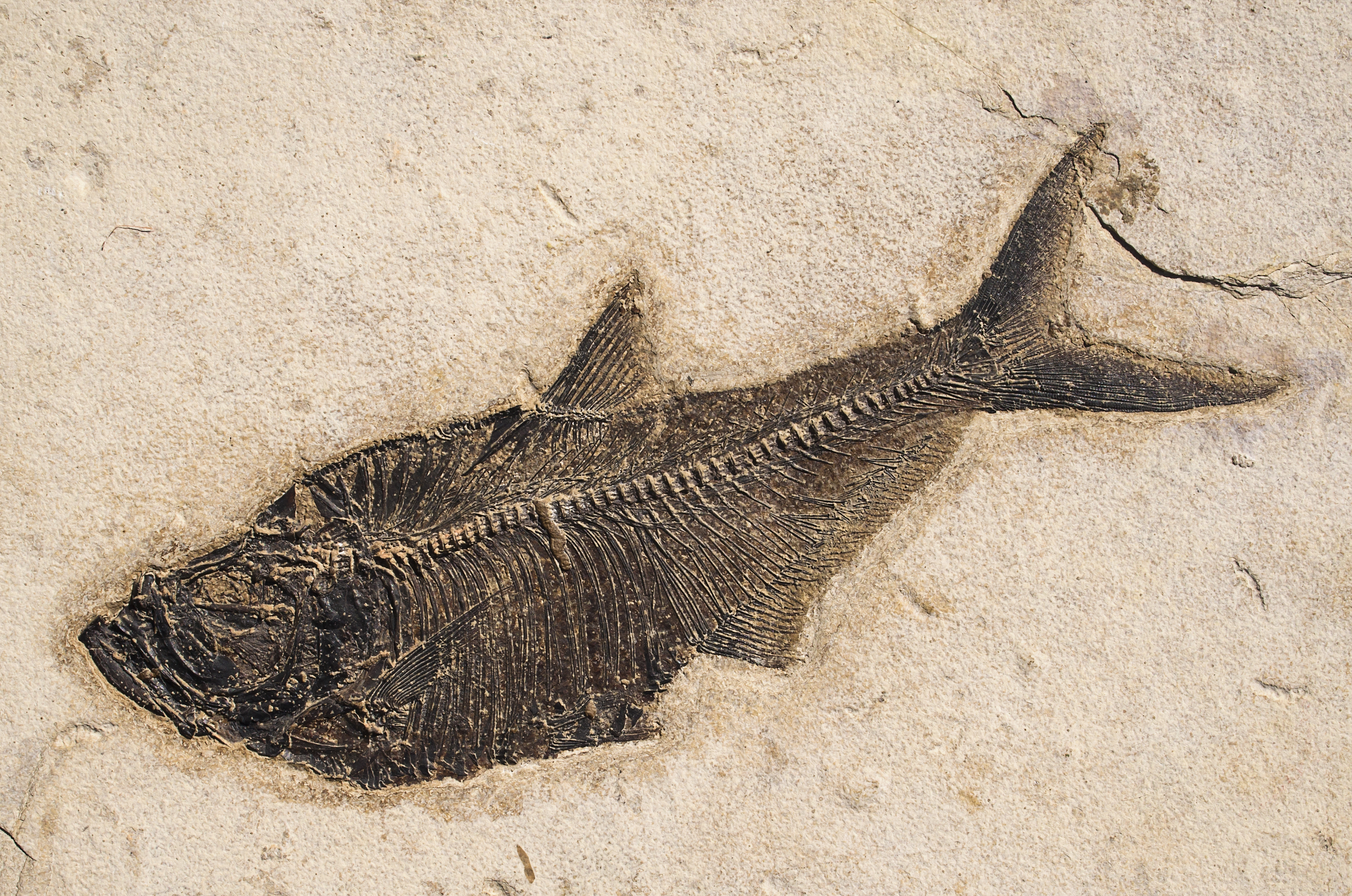
Skelett von Diplomystus aus dem Fossil Butte Member

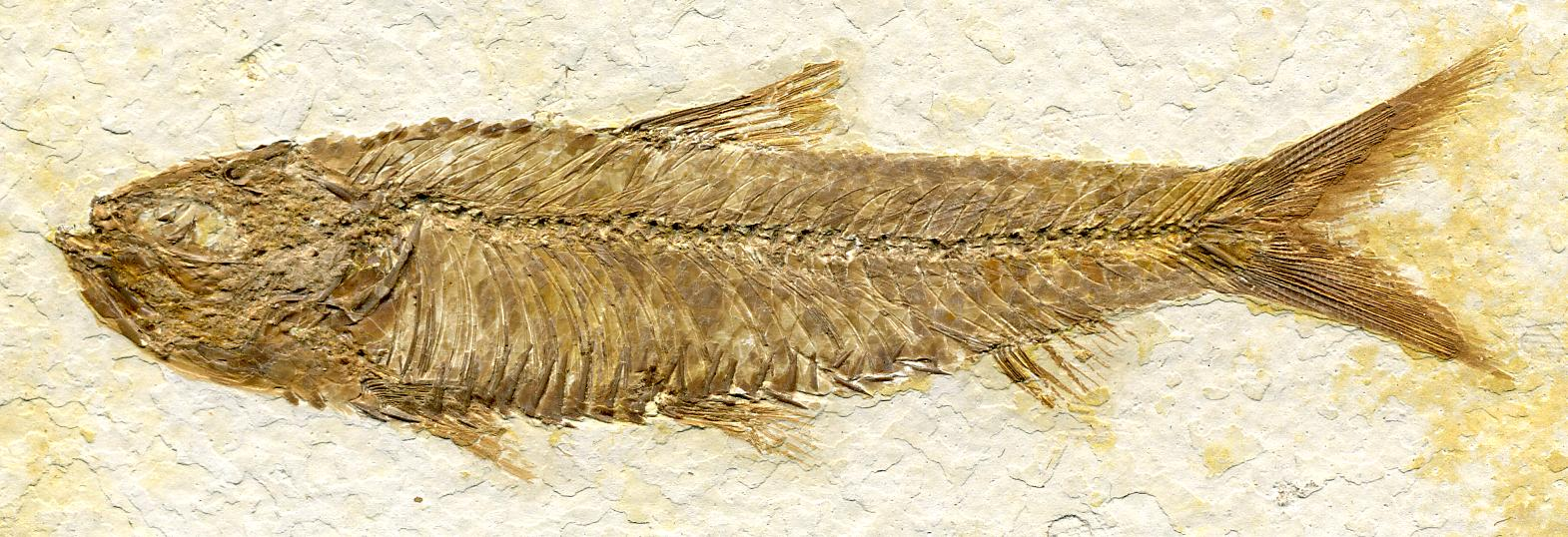
Skelett von Knightia aus dem Fossil Butte Member

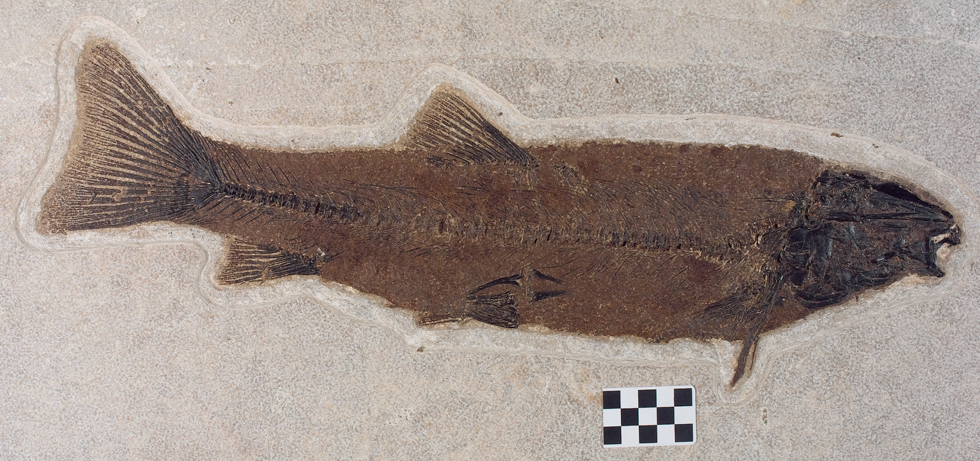
Skelett von Notogoneus aus dem Fossil Butte Member

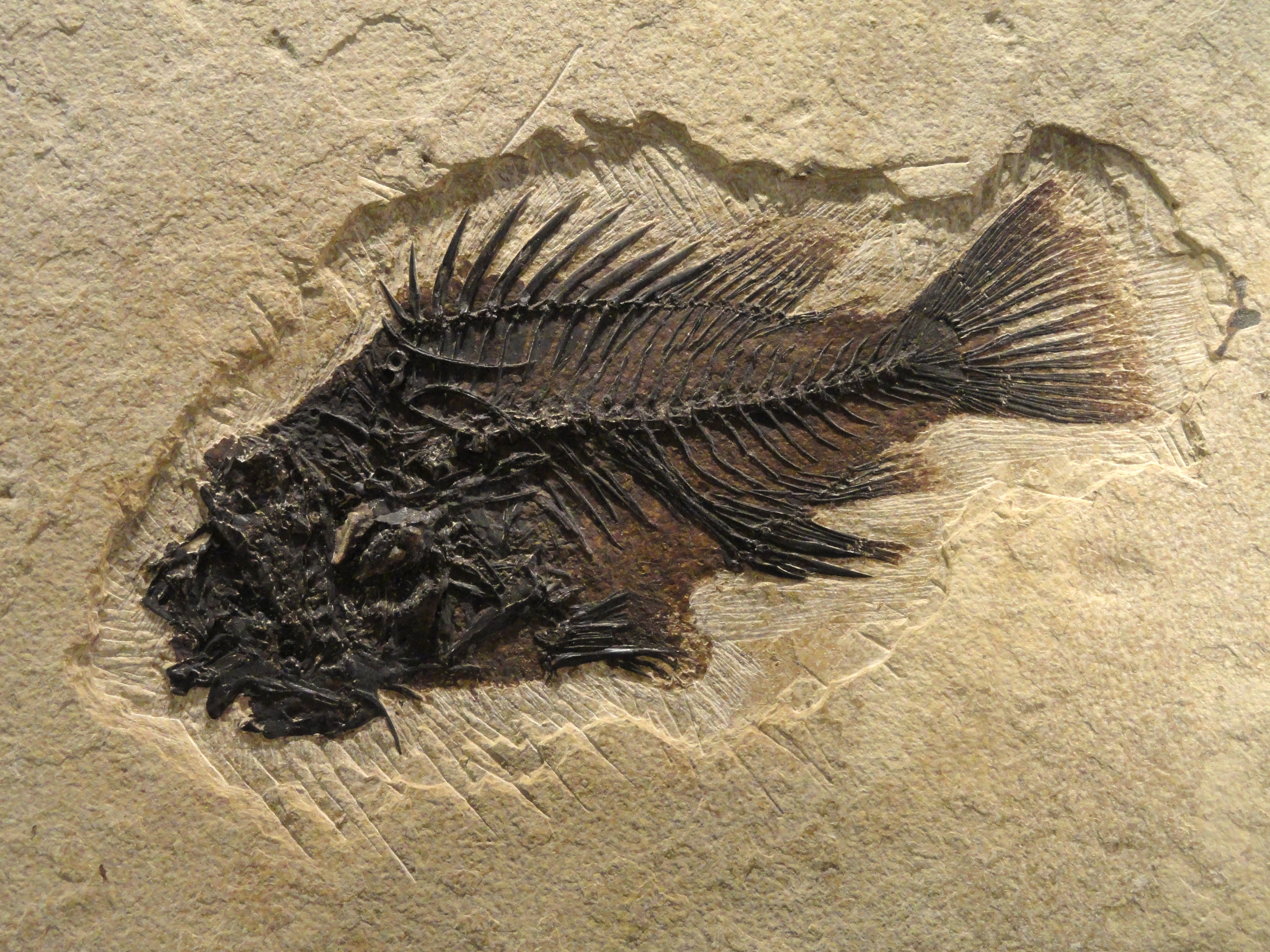
Skelett von Priscacara aus dem Fossil Butte Member

Alle anderen Fische des Fossil Butte Members können zu den Echten Knochenfischen verwiesen werden. Mondaugen sind mit Hiodon belegt, treten bisher aber nur am ehemaligen nördlichen Seebereich auf, wo möglicherweise ein Zufluss einmündete. Die größten gefundenen Exemplare maßen 25 cm. Mit diesen näher verwandt sind die Knochenzünglerartigen. Phareodus besticht dabei durch hoch entwickelte Brustflossen, einem Gebiss aus großen Zähnen und mit netzartigen Mustern versehene Schuppen. Bemerkenswerte Funde stellen hier Individuen dar, die zu einem Zeitpunkt starben und fossilisierten, als sie andere Fische gerade zu schlucken versuchten. Einen großen Formen- und Individuenreichtum bilden die Heringsartigen und ihnen nahestehende Gruppen. In die größere Verwandtschaftsgruppe gehört Diplomystus, der mit über 350.000 Einzelfunden der zweithäufigste Fisch im Fossil Butte Member ist. Von ihm sind Individuen im Embryonalstadium bis hin zu ausgewachsenen, 65 cm langen Alttieren aufgefunden worden. Näher zu den Heringen steht Knightia, der mit schätzungsweise 650.000 Individuen häufigste Fischvertreter. Er bildete einen zentralen Teil des Nahrungsnetzes im Fossil Lake und kam offensichtlich in Schwärmen vor. Auch hier sind alle Wachstumsstadien fossil bezeugt, große ausgewachsene Tiere maßen bis 26 cm. Die Gattung tritt hier mit zwei Arten auf und ist zudem der erste, wissenschaftlich beschriebene Fisch der gesamten Green-River-Formation. Als ein weiterer, weitläufig mit den Heringen in Beziehung stehender Fisch kann Notogoneus aus der Gruppe der Sandfischartigen angesehen werden. Dessen tiefliegendes Maul gibt eine am Seeboden suchende Ernährungsweise an. Mit einem 12 cm langen Exemplar bisher nur singulär nachgewiesen ist der zu den Hechtartigen zählende Esox. Die aufgefundene Art steht in direkter Linie zum Amerikanischen und zum Kettenhecht und damit nicht zum eigentlichen Hecht, als Flussbewohner besuchte sie wohl nur selten den See. Amphiplaga, ein nur 14 cm langer Fischvertreter, ist der älteste Angehörige der Linie der Barschlachse. Die Barschverwandten stellen eine weitere umfangreiche Fischgruppe dar. Mioplosus, dessen systematische Stellung innerhalb der Barschverwandten noch nicht klar ist, repräsentiert den größten Vertreter mit Körperlängen bis zu 40 cm. Zudem tritt er mit rund 30.000 Funden relativ häufig auf. Er ernährte sich räuberisch, zu seiner Beute gehörte unter anderem Diplomystus. Die Wolfsbarsche umfassen zwei Gattungen im Fossil Butte Member, Priscacara, Cockerellites, die mit 8000 beziehungsweise 30.000 Funden ebenfalls relativ häufig auftreten. Aus stammesgeschichtlicher Sicht stehen sie nahe an der Basis der Percoidei. Ein weiterer Barschverwandter konnte mit dem selteneren und nur 9 cm langen Hypsiprisca beschrieben werden, dessen genaue Familienzuweisung derzeit unklar ist. Enigmatisch erscheint Asineops, der noch nicht zu einer der bekannten Fischordnungen zugeordnet werden konnte. Der seltene, bis zu 33 cm lange Fisch zeichnete sich unter anderem durch einen massiven Kopf und ein sehr großes Maul aus, das sich sehr weit öffnen ließ und nur kleine Zähne enthielt. Neben den bereits genannten Barschlachsen und Barschverwandten kommt auch eine näher Beziehung zu den Bartfischen und Glanzfischartigen in Betracht.
Amphibien sind äußerst selten und nur durch zwei Gattungen belegt. Paleoamphiuma gehört zu den Armmolchen, das vorliegende, 36 cm lange Skelett zeichnet sich durch stark zurückgebildete Vorder- und Hinterbeine und einen zahnlosen Kiefer aus, allerdings ist der Schädel nur unvollständig erhalten. Die zweite Gattung, Aerugoamnis vertritt die Frösche. Sie ist mit den heutigen Schlammtauchern verwandt, die rezent nur aus Europa belegt sind, fossil aber auch in Nordamerika in Erscheinung traten. Das rund 4 cm lange Skelett gehört zu den vollständigsten eines Frosches aus dem Eozän.

#### Reptilien

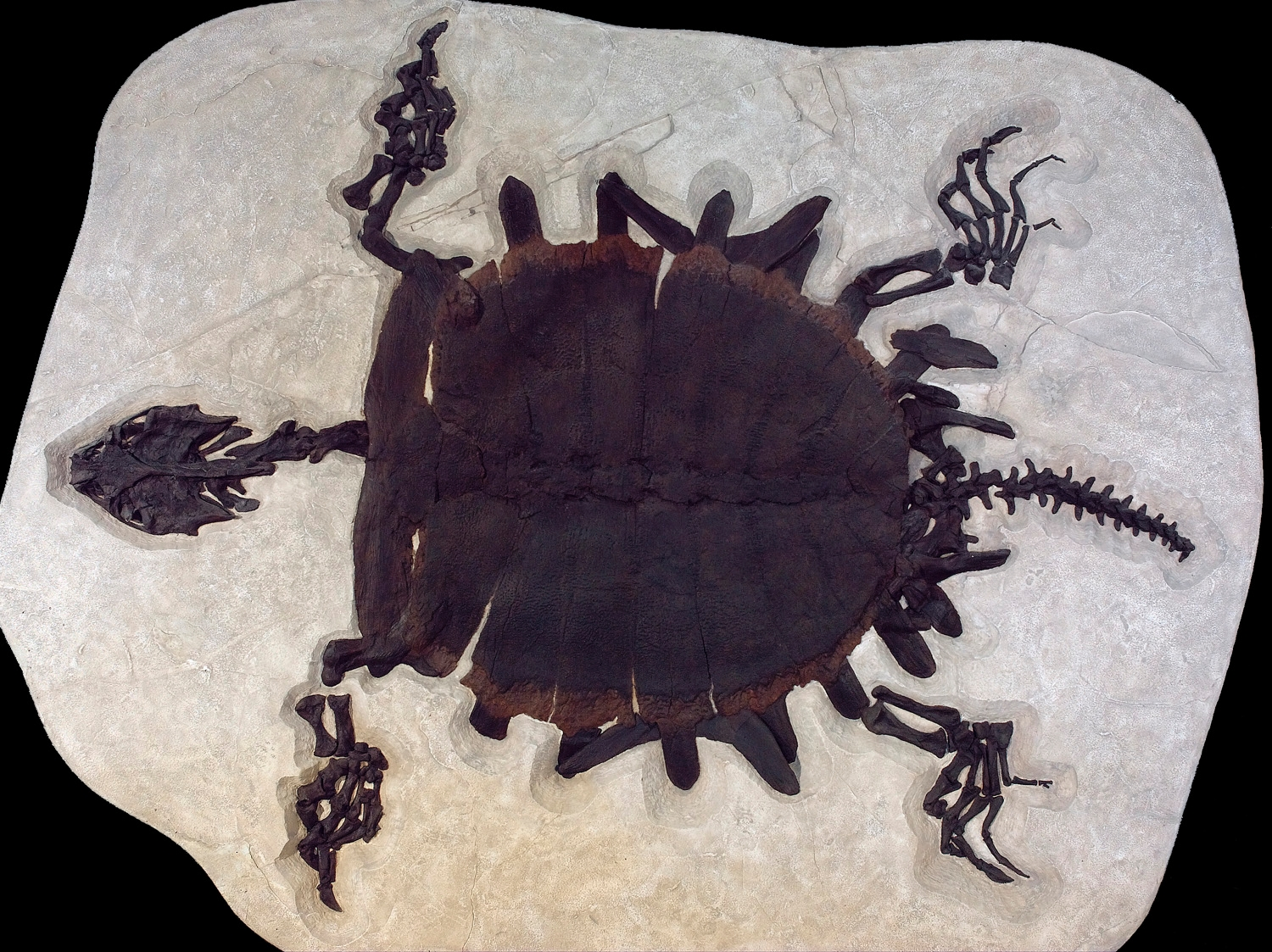
Skelett von Axestemys aus dem Fossil Butte Member

Insgesamt konnten bisher rund zwölf Gattungen an Reptilien identifiziert werden. Sehr umfangreich ist dabei das aus zahlreichen vollständigen Skeletten bestehende Fundmaterial der Schildkröten, die allesamt Süßwasserbewohner darstellen. Die Reste können Vertretern von zwei Unterordnungen zugeschrieben werden, den Halsberger-Schildkröten und den mit ihnen näher verwandten, aber ausgestorbenen Paracryptodira. Letztere konnten ihren Kopf nicht in den Panzer zurückziehen, weswegen die Skelette häufig mit aus dem Panzer herausragendem Schädel überliefert sind. Bedeutend ist hier die Familie der Baenidae, die im Fossil Butte Member durch zwei Gattungen angezeigt wird, Baena und Chisternon. Die Angehörigen der ersten Gattung erreichten Gesamtlängen von 11 bis 37 cm, die der zweiten von 1,3 m, die dadurch deutlich größer waren. Die Tiere lebten überwiegend am Grund des Sees. Innerhalb der Halsberger-Schildkröten bilden die Weichschildkröten die größte Fundgruppe. Mit Apalone, Axestemys und Hummelichelys sind wenigstens drei Gattungen bekannt. Dabei lieferte Axestemys die bisher größten Exemplare, die bis zu 1,8 m lang sind und einen wenig ornamentierten Panzer aufweisen. Bisher äußerst selten tritt Baptemys in Erscheinung, deren nächster heute lebender Verwandter die Tabascoschildkröte ist. Die Tiere erreichten eine Panzerlänge von 60 cm, des Weiteren wurden auch junge Individuen mit Panzerlängen von 14,5 cm nachgewiesen. Ebenfalls selten sind die Neuwelt-Sumpfschildkröten, die im Fossil Butte Member alleinig mit der Gattung Echmatemys auftreten. Hierbei handelt es sich um kleine Tiere mit einer Länge von etwa 20 cm.

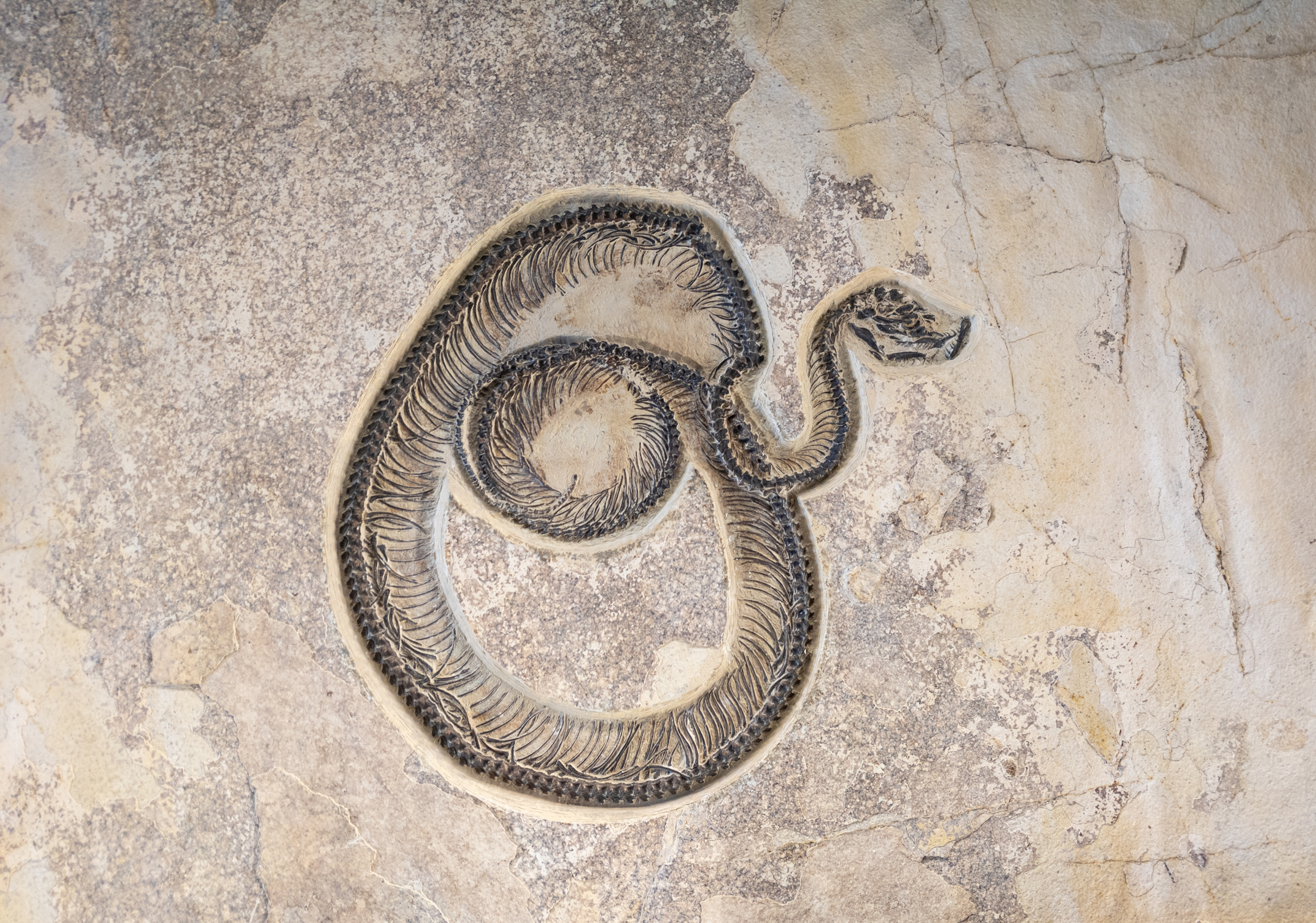
Skelett von Boavus aus dem Fossil Butte Member

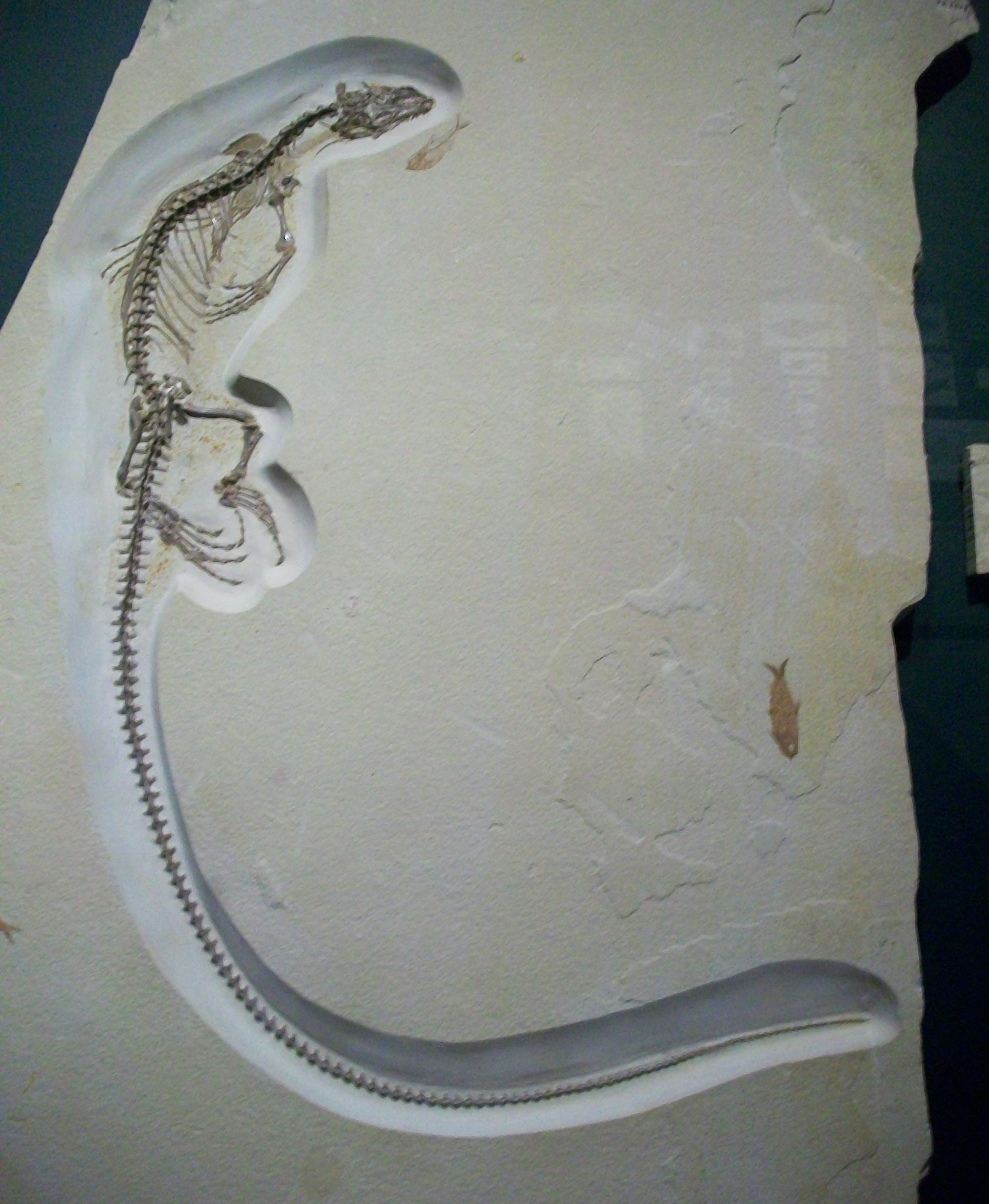
Skelett von Saniwa aus dem Fossil Butte Member

Funde von Schlangen sind extrem rar. Drei Exemplare konnten bisher von Boavus beobachtet werden, einem kleineren Vertreter aus der Familie der Boas, deren Längen zwischen knapp einem bis 1,2 m schwanken. Den größten Angehörigen der Schuppenkriechtiere bildet Saniwa, der zu den Waranen zählt. Zwei nahezu vollständige Skelette von knapp über 1,3 m Gesamtlänge sind bekannt. Allein die Wirbelsäule umfasste über 140 Wirbel, davon 109 am Schwanz, der 89 cm maß. Neueren Untersuchungen zufolge ist Saniwa einer der nächsten Verwandten der rezenten Gattung Varanus. Ein 33 cm langes, vollständiges Skelett und eines ohne Schädel repräsentiert Bahndwivici, ein Angehöriger der Shinisauridae. Dessen Wirbelsäule umfasst 57 Wirbel, davon 38 am Schwanz. Hier sind zusätzlich auch noch verknöcherte Hautplättchen (Osteoderme) erhalten. Eher klein war Afairiguana aus der Gruppe der Leguanartigen, der nur rund 10 cm lang wurde und mit den in Mittel- und Südamerika heimischen Polychrus in Beziehung steht. Die Krokodile umfassen zwei Gattungen. Relativ urtümlich ist Borealosuchus, das mit über 4 m Gesamtlänge nicht nur die größte Panzerechse, sondern auch den größten Beutegreifer des Fossil Butte Members darstellt. Von ihm sind mehrere vollständige Skelette, aber auch isolierte Schädel überliefert. Deutlich kleiner wurde Tsoabichi, ein Verwandter der Kaimane, die heute weitgehend auf Südamerika beschränkt sind. Die Tiere erreichten nur rund einen Dreiviertel Meter Länge. Die Form ist mit mehreren Individuen vertreten, darunter auch Jungtieren. An einigen der sehr gut erhaltenen Skelette ist noch die Körperpanzerung erkennbar.

#### Vögel

Skelett von Pseudocrypturus aus dem Fossil Butte Member

Mit fast zwei Dutzend Gattungen aus rund einem Dutzend Ordnungen sind die Vögel sehr gut belegt. Die Urkiefervögel werden lediglich durch die Lithornithidae repräsentiert, welche eventuell flugfähige Vorläufer der heutigen großen Laufvögel wie die Strauße darstellen. Diese langbeinigen und langschnäbeligen Vögel sind mit zwei Gattungen nachgewiesen. Von Pseudocrypturus liegen wenigstens zwei vollständige Skelette und ein Schädel vor. Die Gattung Calciavis beruht ebenfalls auf zwei Skeletten, eines davon ist nahezu vollständig und enthält noch Weichteile wie Federn und Krallen. Alle anderen Funde sind den Neukiefervögeln zuzuweisen, wobei sowohl wasser- als auch landbewohnende Vertreter nachgewiesen wurden. Eine große Formengruppe der Neukiefervögel bilden die Galloanserae. Hierzu zählt unter anderem Gallinuloides, einer der frühesten Repräsentanten der Hühnervögel. Mehrere Skelette dieses Landvogels wurden in zentralen Bereichen des ehemaligen Seebeckens gefunden und lassen vermuten, dass die Tiere die offene Wasserfläche querten. Mit Paakniwatavis wurde ein basaler Angehöriger der Gänsevögel beschrieben, der über ein nahezu vollständiges Skelett dokumentiert ist. Der zu Lebzeiten rund 300 g schwere Vogel wies abweichend von den meisten Mitgliedern dieser Gruppe einen schmalen Schnabel auf. Der Name bezieht sich auf die „Wassergeister“ im Glauben der indigenen Schoschonen und indiziert damit, dass die Tiere an ein Leben an das Wasser angepasst waren. In die nähere Verwandtschaft und zu den häufigsten Vogelfunden gehören jene von Presbyornis, dessen Knochen zu Tausenden entlang der Uferlinie vorkommen. Dabei konnte bisher noch kein vollständig artikuliertes Skelett im Fossil Butte Member geborgen werden. Der mit dem Körper eines Flamingos und dem Kopf einer Ente ausgestattete Vogel besiedelte die ehemaligen Seeufer in Kolonien, worauf auch zahlreiche fragmentierte Eier hindeuten.

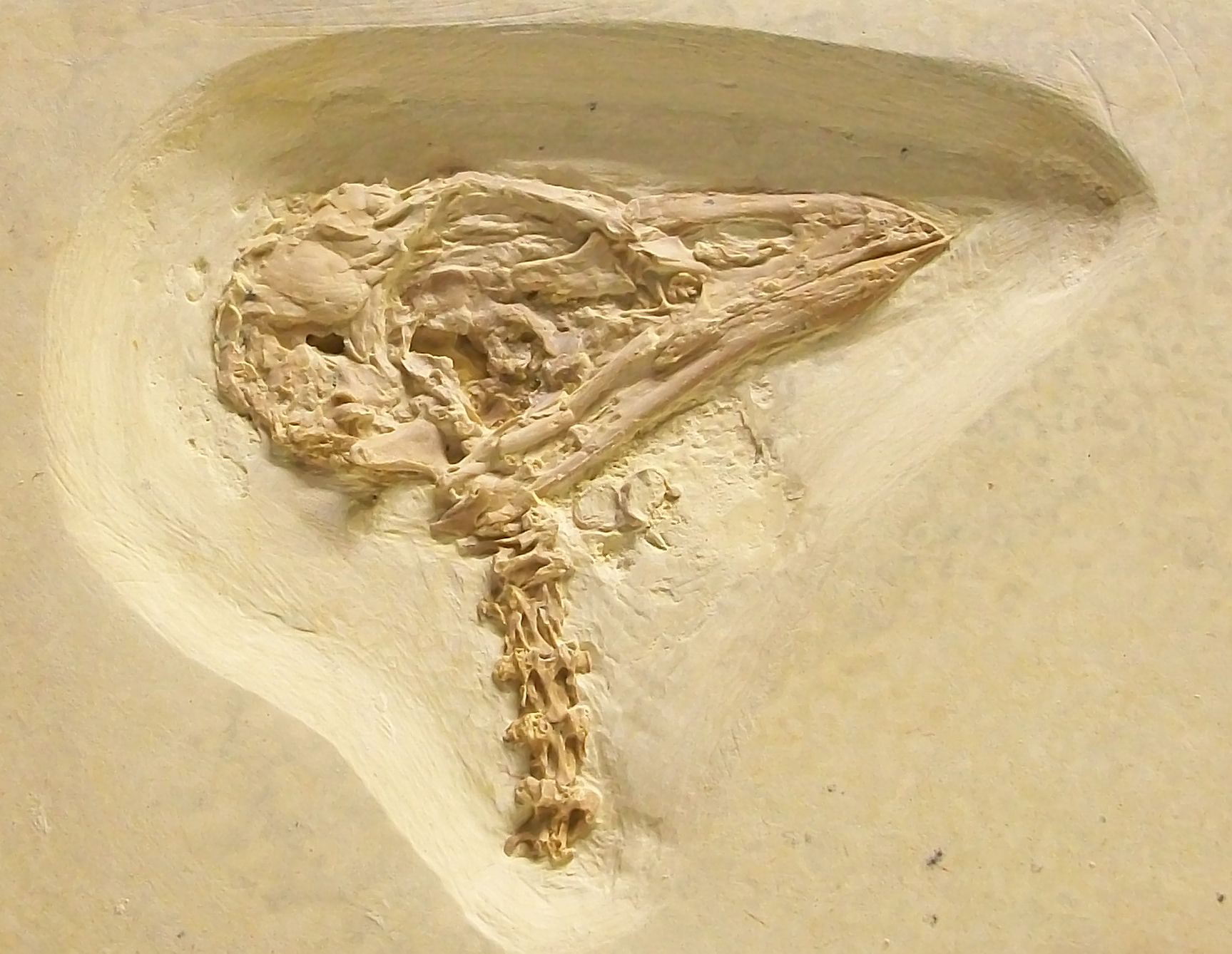
Schädel von Cyrilavis aus dem Fossil Butte Member

Zu den Neoaves werden alle übrigen Fossilfunde gerechnet. Die Schwalmartigen umfassen drei Familien. Fluvioviridavis, ein kurzbeiniger Landvogel, ist mit den Eulenschwalmen verwandt und stellt ein sehr ursprüngliches Mitglied der Schwalme dar. Er wurde anhand eines vollständigen, aber leicht dislozierten Skeletes aus dem Fossil Butte Member wissenschaftlich beschrieben. Eine Mittlerstellung zwischen den Kolibris und den Seglern, unter anderem auch in der Art der Flügelgestaltung, nimmt Eocypselus ein. Dieser gehört mit einer Schädellänge von nur 2,3 cm zu den kleinsten Vögeln des Fossil Butte Members und ist über mehrere vollständige Skelettfunde überliefert, darunter eines mit ausgezeichneter Federerhaltung. Der eher kurze Schnabel lässt dabei an einen Insektenfresser denken. Einen der seltenen Fossilnachweise der Fettschwalme liegt mit Prefica vor. Wie diese ernährte sich die Fossilform wohl hauptsächlich von Früchten, ob sie dabei analog zu ihren modernen Verwandten zur Orientierung ebenfalls Echoortungsrufe ausstieß, ist nicht geklärt. Die Ruderfüßer vertritt unter anderem Limnofregata, ein urtümlicher Angehöriger der Fregattvögel. Wenigstens ein halbes Dutzend Skelette und Schädel wurden von diesem aufgefunden, weiterhin ebenfalls auch Federabdrücke. Dabei ernährte sich der große Vogel, der eine Flügelspannweite von 1,1 m und mehr erreichte, wohl hauptsächlich von den zahlreich nachgewiesenen Fischen der Gattung Knightia. In die nähere Verwandtschaft gehört auch Foro, das den Turakos nahesteht, bisher aber nur durch ein Skelett bekannt ist. Eine weitere Formengruppe bilden die Rallen. Unter diesen ist mit Messelornis neben Presbyornis einer der häufigsten Vogelvertreter zu finden, der mehr als ein Dutzend vollständige oder teilweise erhaltene Skelette vorweisen kann, einige davon mit überlieferten Federn. Diese „Messelrallen“, benannt nach der Grube Messel in Hessen, zeigen zwei unterschiedliche Größenformen, die möglicherweise männliche und weibliche Tiere darstellen. Ein weiterer Rallenvogel, der bisher nicht näher untersucht wurde, gehört wohl in die Familie Salmilidae und war aufgrund der sehr keinen Flügel nicht flugfähig.

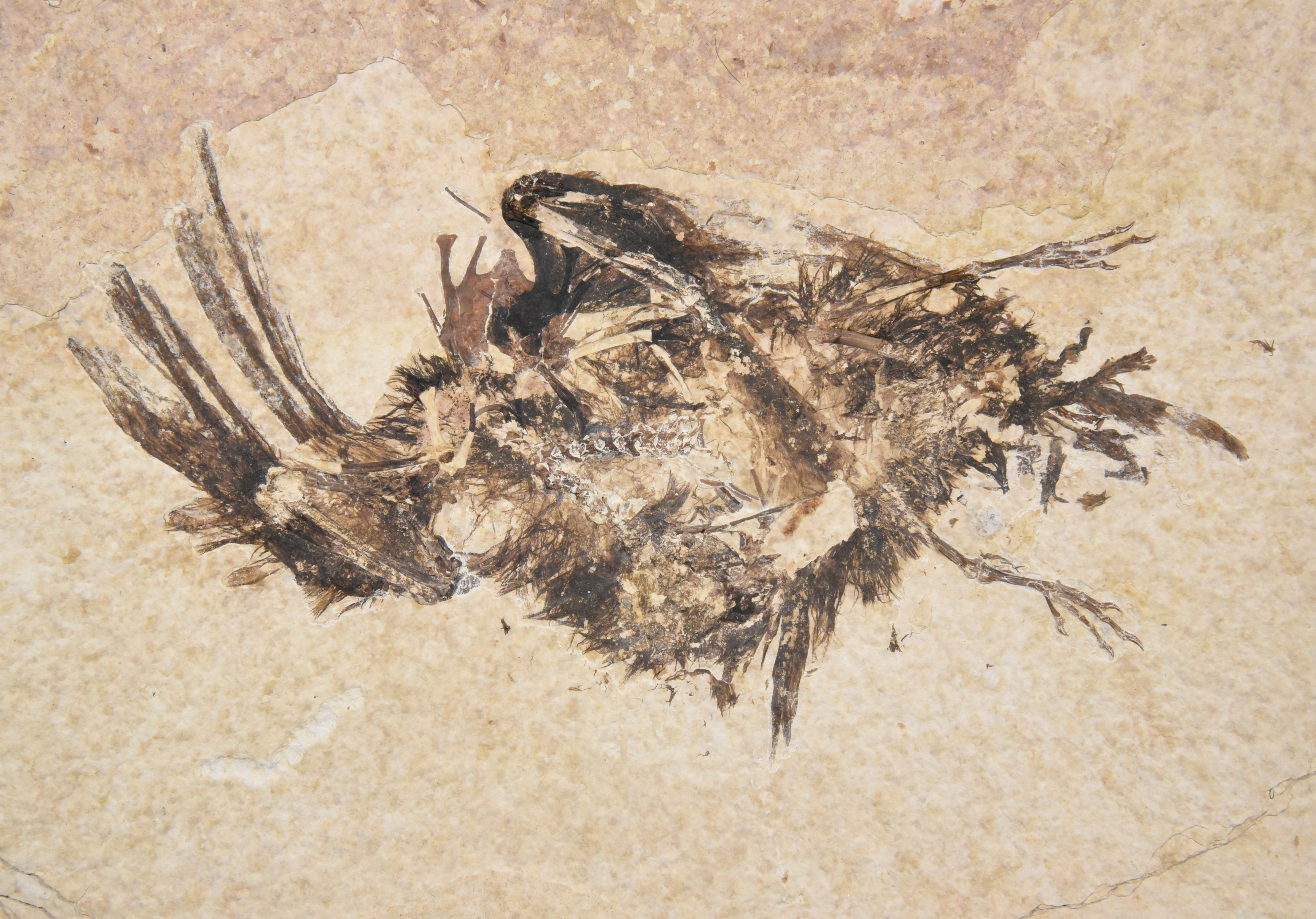
Skelett von Primobucco aus dem Fossil Butte Member, teilweise zersetzt und mit Federbekleidung

In der Gruppe der Spechtvögel steht der den Jakamare ähnelnde Neanis, der einen zygodactylen Fuß besitzt, das heißt, zwei Zehen schauten nach vorn und zwei nach hinten, was auf gute Greiffähigkeiten schließen lässt. Rackenvögel treten in einer größeren Vielfalt auf. Bisher nicht genauer bestimmt ist ein Skelett eines Vertreters der Wiedehopfe oder der nahe verwandten, aber ausgestorbenen Messelirrisoridae. In eine nähere Verwandtschaft wird auch Primobucco verwiesen. Er ist durch wenigstens 20 Skelette nachgewiesen und gilt mit einer Kopflänge von 4 cm als einer der kleinsten Angehörigen aus der Stammgruppe der Racken. Plesiocathartes wiederum kann mit den Kurols in eine nähere Verbindung gebracht werden und war ursprünglich nur aus Europa bekannt. Die Mausvögel umfassen wenigstens zwei Gattungen im Fossil Butte Member. Celericolius war ein kleiner Vogel, der eine Schädellänge von nur 3,6 cm aufwies. Im Gegensatz zu den heutigen Vertretern der Ordnung besaß er deutlich längere Flügel, was auch durch die überlieferten, bis zu 12 cm langen Handschwingen angezeigt wird, und war dadurch möglicherweise ein besserer Flieger. Allerdings trat schon der typische lange Schwanz auf, der hier bis zu 18 cm lange Federn aufwies. Die Vogelgattung stand den heutigen Mausvögeln deutlich näher als sein Verwandter Anneavis, der die Stammgruppe repräsentiert. Überliefert ist er allerdings nur über ein schädelloses Skelett, das jedoch ebenfalls Federhaltung aufweist.

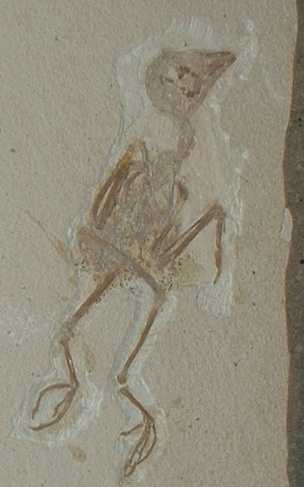
Skelett eines bisher nicht bestimmten Vogels aus dem Fossil Butte Member, möglicherweise ein früher Papagei

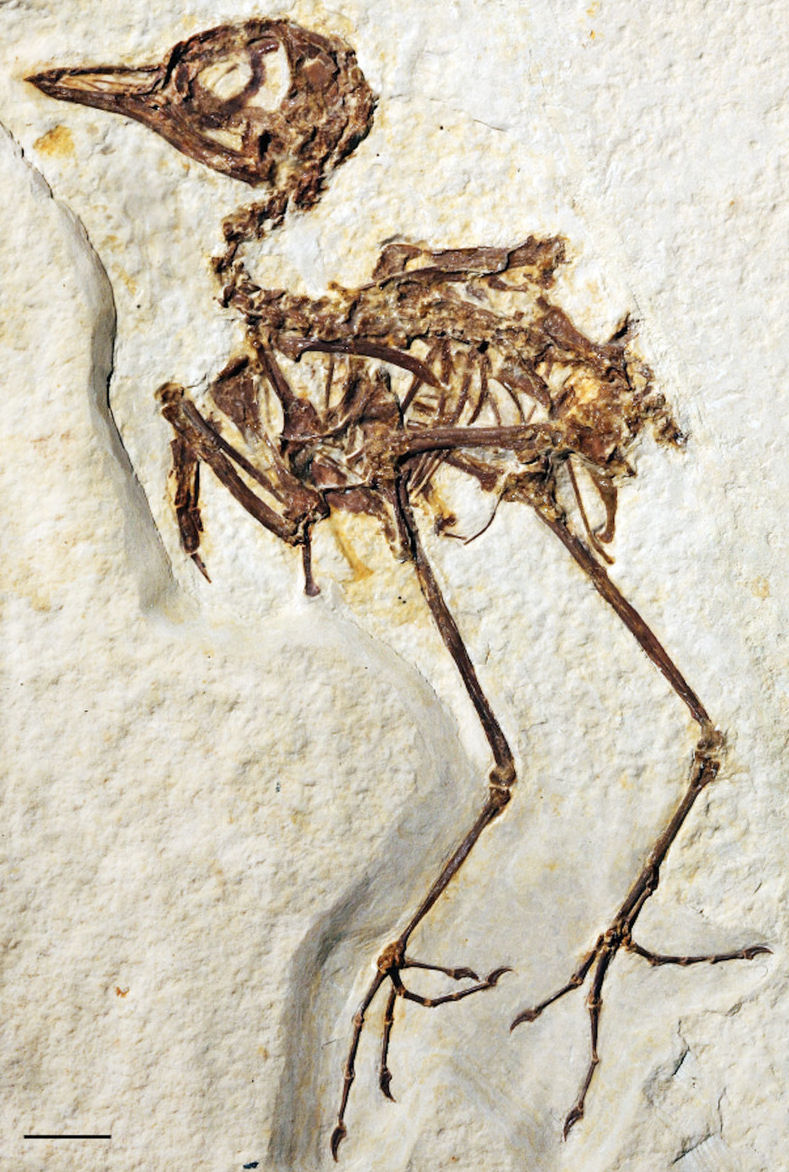
Skelett von Zygodactylus aus dem Fossil Butte Member

Bedeutend sind weiterhin die Fossilreste der Papageien, die zu den ältesten weltweit zählen und zu wenigstens drei Gattungen verwiesen werden können. Hierzu gehören die urtümlicheren Formen Cyrilavis und Tynskya und das stammesgeschichtlich etwas weiter entwickelte Avolatavis, das den heutigen Papageien näher steht. Dadurch zeigen die Papageien bereits eine recht hohe Vielfalt im Fossil Butte Member. Allen frühen Formen ist aber der einfache, gerade Schnabel gemein, der anzeigt, dass die Ernährung noch nicht so stark spezialisiert war. Mehrere Skelette werden zur umfassenderen Verwandtschaftsgemeinschaft der Sperlingsvögel verwiesen, deren Stammgruppe bisher fossil nur schlecht überliefert ist. Mit Eozygodactylus, Zygodactylus und Eofringillirostrum liegen drei Vertreter vor. Ihnen gemeinsam ist der zygodactyle Fußaufbau. Damit weichen diese urtümlichen Sperlingsvögel von den heutigen Formen ab, bei denen der Fuß üblicherweise anisodactyl gestaltet ist (mit drei nach vorn weisenden Zehen und nur einer rückseitigen). Eofringillirostrum besaß zudem einen den Finken vergleichbaren Schnabel und ernährte sich wohl von hartschaligen Samen, was einen der frühesten Belege darstellt. Ein gut erhaltenes Skelett ist mit einem nahezu vollständigen Federkleid ausgestattet. Demnach erreichte die innere Handschwinge von Eofringillirostrum fast die Hälfte der Flügellänge, während der Schwanz gut ein Drittel der gesamten Körperlänge einnahm. In die große Verwandtschaftsgemeinschaft der Papageien und Sperlingsvögel reiht sich des Weiteren Consoravis ein. Die Gattung gehört zur ausgestorbenen Gruppe der Morsoravidae, die vor allem aus Europa bekannt ist. Für das Fossil Butte Member ist ein Skelett belegt, wiederum eingebettet in einen Abdruck eines umfangreichen Teils der ursprünglichen Befiederung. Der nur 28 mm lange Schädel zeigt einen unspezialisierten Schnabel vergleichbar zu den Drosseln. Die Flügel waren moderat lang, die Beine eher kurz. Vermutlich lebten die Tiere in Bäumen und ernährten sich von Wirbellosen und Früchten.
Die Regenpfeiferartigen repräsentiert ein Skelett von Nahmavis, der in die unmittelbare Verwandtschaft der Laufhühnchen gehört. Anhand eines aufgefundenen Skelettes lässt sich ein rund 200 g schweres Tier rekonstruieren, das einen lang ausgezogenen Schnabel aufwies. Die fossil überlieferte Befiederung zeigt einen breiten, möglicherweise leicht gekielten Schwanz bestehend aus rechteckigen Federn. Nahmavis ist einer der seltenen Nachweise der gesamten Vogelgruppe aus dieser Zeit. Daneben gibt es noch vielfach unbeschriebenes Fundmaterial, so eines möglichen Greifvogels und langschnäbelige Tiere.

#### Säugetiere

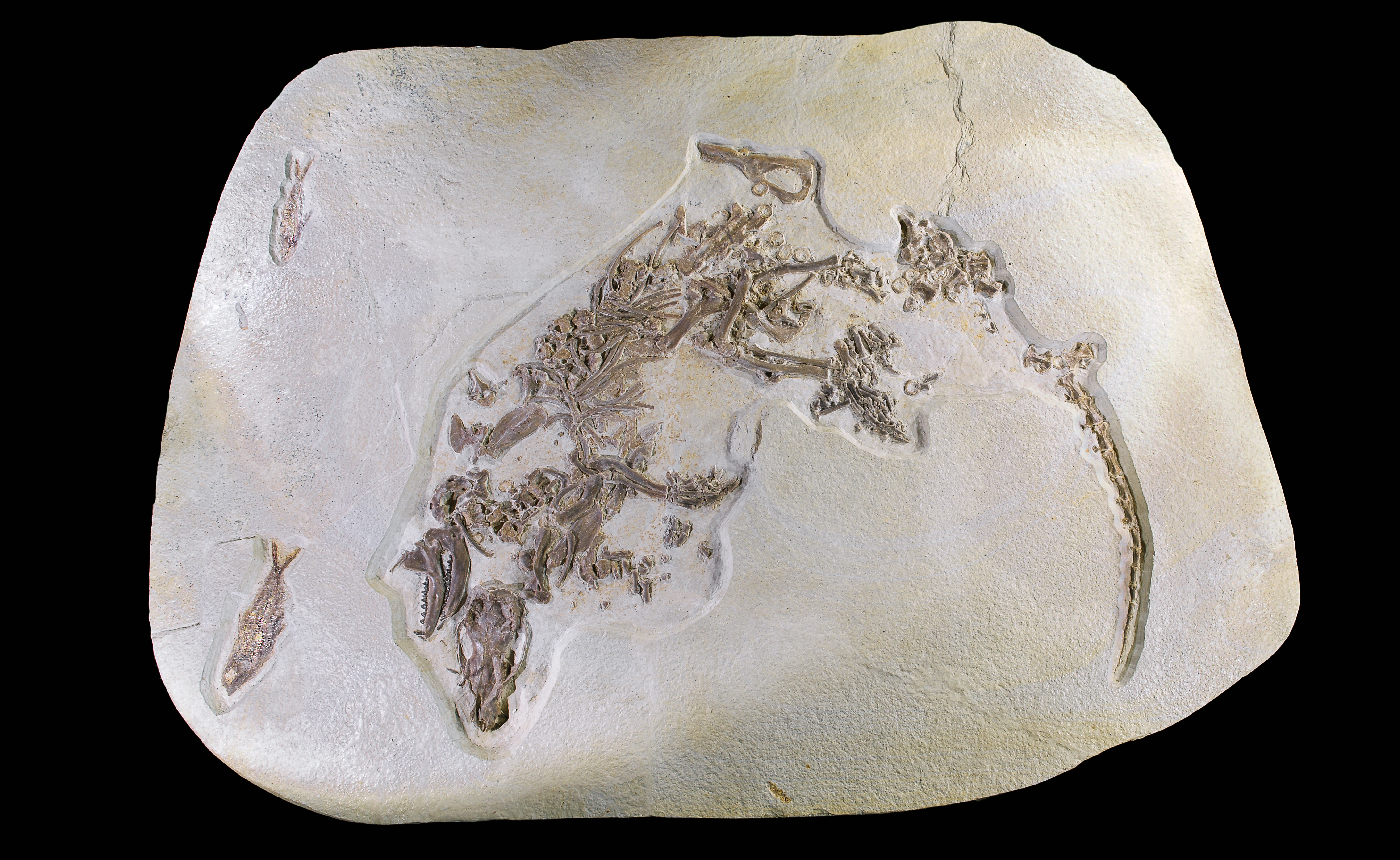
Skelett von Palaeosinopa aus dem Fossil Butte Member

Skelett von Protorohippus aus dem Fossil Butte Member

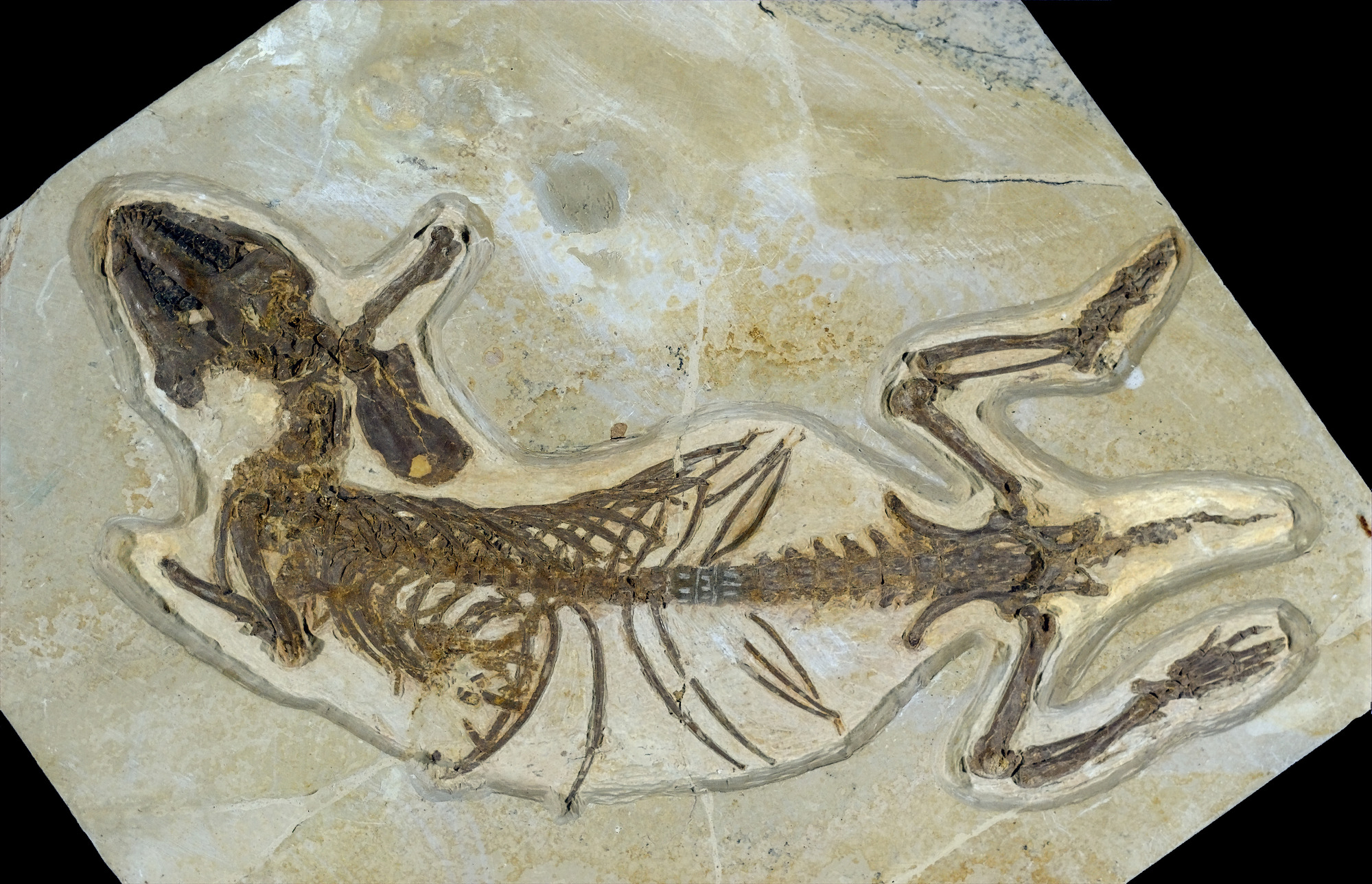
Skelett von Hyopsodus aus dem Fossil Butte Member

Säugetiere kommen bisher vergleichsweise selten vor, zeichnen sich aber ebenfalls durch überwiegend vollständige Skelette aus. Derzeit sind knapp zehn Gattungen bekannt, die mehrere große Formengruppen repräsentieren. Zu den Ferae, denen auch die heutigen Raubtiere angehören, werden einige Insekten fressende Formen gestellt. Dazu zählt unter anderem Palaeosinopa aus der Gruppe der Pantolesta, von dem drei nahezu vollständige Skelette überliefert sind, darunter das eines Jungtiers. Die Vertreter wurden insgesamt bis zu 1 m lang und lebten semiaquatisch als Beutegreifer in Gewässernähe, wodurch sie die ökologische Nische der heutigen Fischotter besetzten. Bäume bewohnte dagegen Apatemys, ein Angehöriger der Apatotheria, das nur 35 cm lang wurde und sich durch stark verlängerte Mittelfinger analog zum Fingertier und einen extrem langen Schwanz auszeichnete, die sich hervorragend zum Klettern eigneten. Ebenfalls in den Bäumen lebte ein bisher noch nicht genau bestimmter Vertreter der Cimolesta. Dieses ebenfalls langschwänzige Tier wies 45 Schwanzwirbel auf, eine hohe Anzahl, die heute nur von wenigen Säugetieren erreicht wird. Mit Hyopsodus, das zu den Condylarthra verwiesen wird, ist weiterhin ein, aufgrund der kurzen und kräftigen Beine grabend im Erdreich lebendes Säugetier bekannt. Daneben kommen zwei Vertreter der Unpaarhufer vor. Lambdotherium ist nur mit einigen fragmentierten Resten belegt, darunter einen Schädel. Es stellt einen kleinen Vorgänger der Brontotheriidae dar, die im Mittleren und Oberen Eozän ihre Blüte erlangten. Nahe verwandt ist Protorohippus, ein Urpferdchen, dass über eines der vollständigsten Skelette früher Angehöriger dieser Gruppe verfügt, wobei der Schädel etwa 15 cm lang ist.

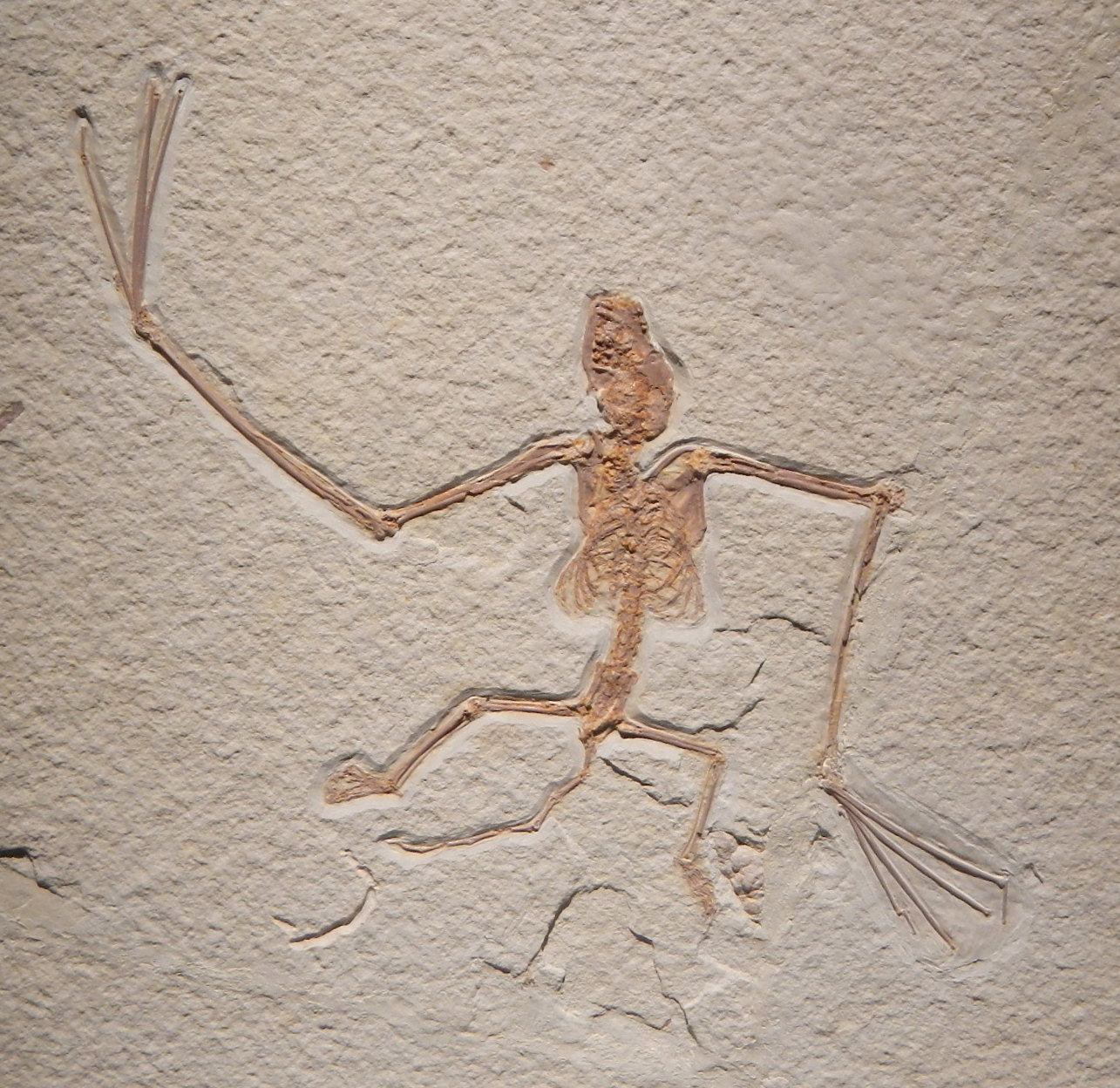
Skelett von Icaronycteris aus dem Fossil Butte Member

Fledermäuse kommen mit zwei Gattungen vor deren Skelette ebenfalls zu den umfassendsten zählen, geborgen wurden bisher rund 30 Individuen. Sehr urtümlich erscheint Onychonycteris, das über zwei Individuen bekannt ist und noch Krallen an allen Flügelfingern besaß. Dadurch waren die rund 39 bis 41 g schweren Tiere möglicherweise agile Kletterer. Mit ihren rund 30 cm langen Flügeln, deren Fläche nur jeweils rund 17 cm² einnahmen, bewältigten sie ihre Flüge wohl in einer Kombination aus Flattern und Gleiten. Ihre Nahrung, überwiegend Insekten, suchten sie mit den Augen, da der Bau der Gehörknöchelchen keine Echoortung zuließ. Die zweite Gattung stellt Icaronycteris dar, die aufgrund der Reduktion der Fingerkrallen deutlich entwickelter ist. Zudem verfügten die Tiere bereits über eine Echoortung. Das geschätzte Körpergewicht der Tiere lag bei knapp 23 bis 29 g, die Flügellänge war vergleichbar zu der von Onychonycteris.

### Weichteile, Nahrungsreste und Spurenfossilien

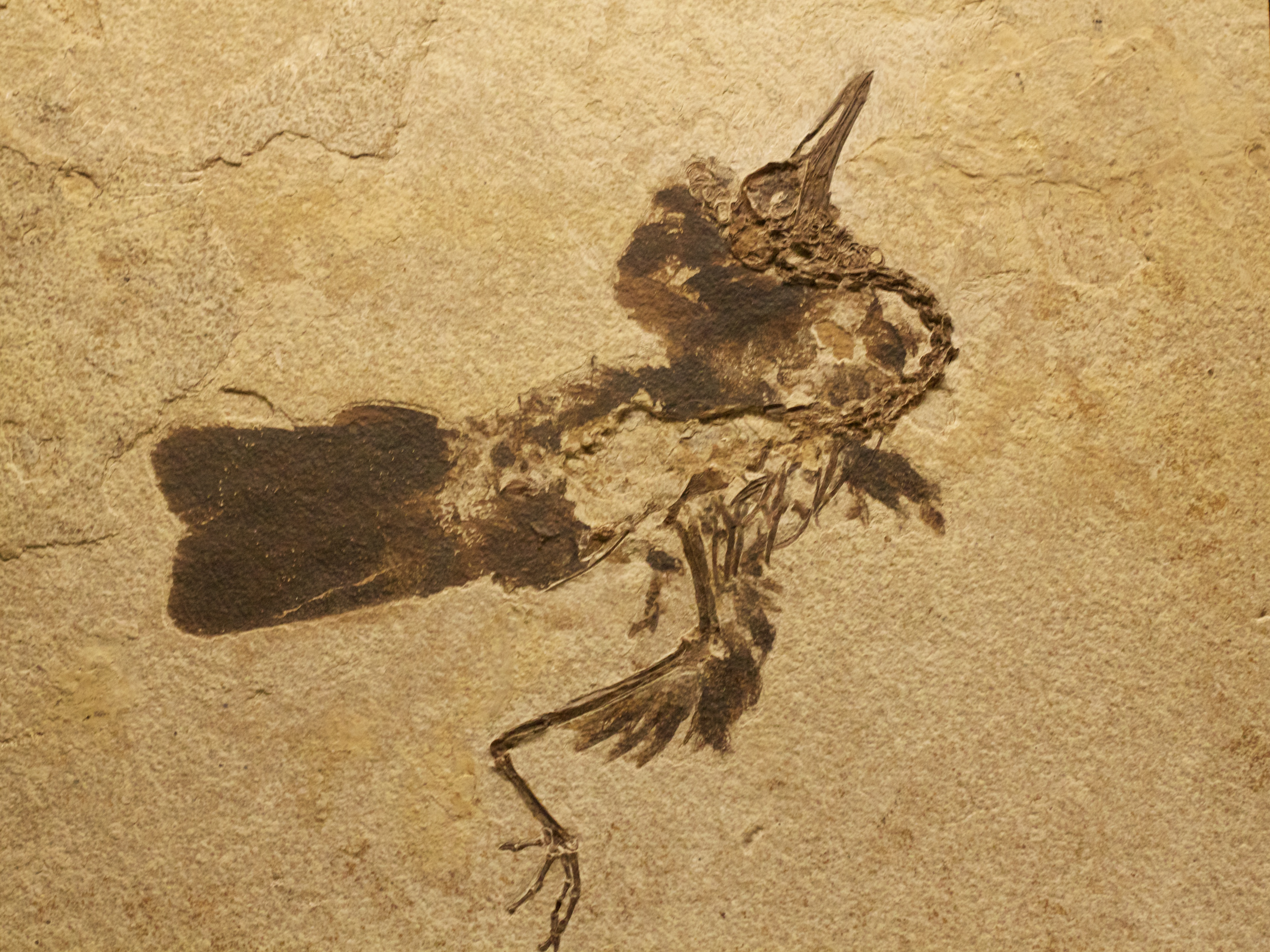
Skelett von Nahmavis aus dem Fossil Butte Member mit erhaltenen Federn

Überreste des Weichteilgewebes, das allgemein eher selten fossilisiert, sind ebenfalls überliefert, häufig in Form von Federresten. Diese liegen teilweise im Skelettverband vor, überwiegend in den zentralen Beckenablagerungen. Anhand der aufgefundenen Federn von Eocypselus konnte neben einem vorhandenen Kopfschmuck und sehr langen Handschwingen auch eine teils schwarze Färbung des Gefieders aufgezeigt werden. Daneben sind aber auch isolierte Federn bekannt. Ein 24 cm langes Exemplar wird einem großen Laufvogel zugesprochen, etwa Gastornis (auch Diatryma genannt), der aber nicht über Skelettmaterial nachgewiesen ist. Im Magen-Darm-Bereich zahlreicher Fische, aber auch einiger Säugetiere fanden sich überlieferte Nahrungsreste. So konnten unter anderem vom Pantolesten Palaeosinopa zahlreiche Knochen als Überreste von Fischen erkannt werden. Bei der Fledermaus Icaronycteris fanden sich Fischschuppen im Magen-Darm-Bereich, während ein einzelner Koprolith im Beckenbereich Chitinhüllen von Insekten und pflanzliches Material enthielt. Beide Befunde von Icaronycteris widersprechen sich nicht, da das Gebiss eine allesfresserische Ernährung befürwortet. Allgemein zählen Koprolithen zu den häufigsten Spurenfossilien und wurden häufig in Zusammenhang mit Fischen, weiterhin auch mit Krokodilen gefunden. Eine Besonderheit stellen Spuren von am Seeboden nach Nahrung suchenden Fischen dar, die ein schlängellinienartiges Muster aufweisen und mit Notogoneus in Verbindung gebracht werden. Einzelne Grabgänge, vor allem am Seeuferbereich, können aufgrund der geringen Größe meist kleinen Tieren wie Würmern zugewiesen werden.

### Datierung

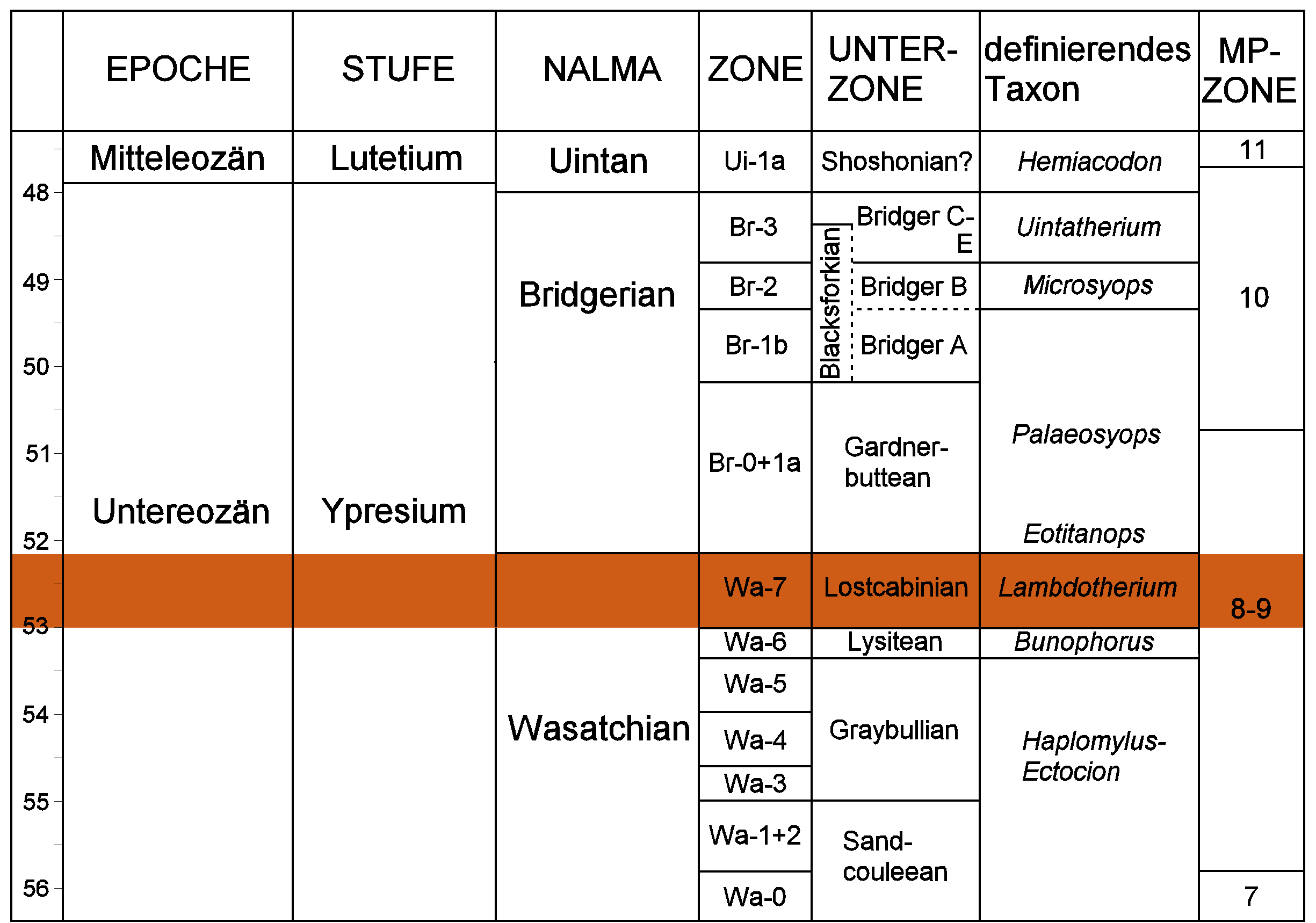
Stratigraphische Position des Fossil Butte Members innerhalb des Eozäns

Wichtig für die relative Datierung des Fossil Butte Members ist die Zusammensetzung der Säugetierfauna. Dabei können über das Auftreten oder Verschwinden bestimmter Formen und weiterhin auch über deren anatomischen Veränderungen im Laufe der Zeit, meist erkennbar an den Zähnen, Aussagen über das Alter einer Fundstelle im Vergleich zu anderen getroffen werden, ein als Biostratigraphie bezeichnetes Verfahren. Bedeutend für das Fossil Butte Member ist das Vorkommen des Unpaarhufers Lambdotherium, der in Nordamerika als Leitfossil gilt und die lokalstratigraphische Stufe der nordamerikanischen Landsäugetiere (NALMA = North American Land Mammal Ages) Lostcabinium anzeigt. Das nachfolgende Gardnerbutteum ist durch das Vorkommen des Brontotherien-Vertreters Eotitanops charakterisiert, der später von seinem Nachfolger Palaeosyops abgelöst wird. Im vorangegangenen Lysetium wiederum stellte der Paarhufer Bunophorus die Charakterform dar. Das Lostcabinium, benannt nach dem Lost Cabin Member der Wind-River-Formation in Wyoming, wo Lambdotherium einen typischen Nachweis darstellt, ist wiederum eine Untereinheit der nordamerikanischen Faunenstufe Wasatchium die von etwa 56 bis 52,1 Millionen Jahren datiert. Demzufolge kann das Wasatchium grob dem unteren Abschnitt der geochronologischen Stufe des Ypresium (vor etwa 56 bis 47,8 Millionen Jahren) innerhalb der Serie des Unteren Eozän zugesprochen werden, das den gleichen Zeitraum einnimmt. Das Wasatchium wird regional in 8 Phasen eingeteilt (Wa-0 bis 7), von denen das Lostcabinium die oberste (Wa-7) einnimmt. Diese Phase dauerte von 53 bis 52,1 Millionen Jahren, was als ungefähre Alterseinstufung des Fossil Butte Members angenommen werden kann.
Absolute Altersdatierungen aus der Green-River-Formation liegen nur wenige vor, allerdings wurden Daten aus dem nahe der Oberkante des Fossil Butte Members liegenden orthoklasereichen, vulkanischen Tuffs (k-spar Tuff) mittels der Kalium-Argon-Methode gewonnen. Diese ergaben ein Alter von 51,66 Millionen Jahren und müssten nach heutigen Kriterien 51,97 Millionen Jahre betragen. Da der datierte Tuff oberhalb der fundführenden Schichten liegt, stellt der Wert das Mindestalter dar (terminus ante quem) und bestätigt somit die biostratigraphisch gewonnene Alterseinschätzung.

### Landschaftsrekonstruktion

Mioplosus beim Fressen von Diplomystus

Im Gegensatz zu den heute trockenen und winterkalten Bedingungen der Region mit einer Höhenlage von durchschnittlich 2100 m über dem Meeresspiegel bestand der Fossil Lake unter tropischen und subtropischen Klimaverhältnissen in deutlich tieferer Höhenlage. Entsprechende Verhältnisse finden sich heute an der Küste des Golfs von Mexiko. Angezeigt wird das entsprechend warme Klima vor allem durch die zahlreichen Palmen- und Seifenbaumgewächse, ebenso wie durch die Krokodile und Warane. Eine zentrale Rolle im See spielten der Heringsfisch Knightia und der entfernter verwandte Diplomystus. Vor allem ersterer kam in großen Schulen vor und lebte als Primärkonsument von den zahlreichen Grünalgen, was für letzteren auch für dessen Jungstadium belegt ist. Beide dienten als Nahrungsgrundlage für Sekundärkonsumenten wie Crossopholis, Lepisosteus oder Amia, die wiederum von Tertiärkonsumenten, den Krokodilen, Waranen oder trionychiden Schildkröten gefressen wurden.
Dass der See prinzipiell süßwasserhaltig war zeigen neben einigen Fischen wie den eben genannten Crossopholis und Amia vor allem auch die Weichtiere Goniobasis und Viviparus an ebenso wie Insekten, so die Großlibellen und zudem zahlreiche Wasserpflanzen, etwa das Hornblatt. Allerdings weisen die Ausbildung von Dolomit- und Salzmineralien auf zeitweilige Salinität hin, in diesen Bereich sind aber kaum Fossilien erhalten. Erst im auflagernden Angelo Member versalzte der See vollständig, was zum Aussterben der gesamten Fischfauna dort führte. Gelegentlich kam es aber, innerhalb des Fossil Butte Members nachweisbar, zum Massensterben von Fischen, so unter anderem von Knightia, Mioplosus und Cockerellites. Besonders gut kann dies an der Basis des 18-inch layers, und im Mini fish layer beobachtet werden, wo stellenweise hunderte Fische auf einer Fläche von nur einem Quadratmeter liegen. Einige dieser Fischsterben können auf vulkanische Aktivitäten in der näheren oder weiteren Umgebung zurückgeführt werden, wie bei Cockerellites, dessen Massenauftreten unter einer vulkanischen Asche liegt. Andere können eventuell mit kurzfristigen Änderungen der Wasserchemie zusammenhängen, die auf das Massenauftreten von Algen zurückzuführen sind. Dies könnte zum Beispiel Knightia betreffen, da Heringe sehr sensibel auf Umweltveränderungen reagieren.
Gespeist wurde der See von einzelnen Bächen und Flüssen, worauf der Fund von Esox hinweist. Nahe zum Seeufer hin bestanden Wasserpflanzen wie Seelilien und Schwimmfarne, zwischen denen sich auch Schulen von Jungfischen verstecken konnten. Der Ufersaum diente einigen Vögeln wie Presbyornis als Brutplatz. Am Ufer wuchsen Palmenwälder, deren Bäume von Vögeln und baumkletternden Säugetieren genutzt wurden. Die reichhaltige Insektenwelt diente diesen, aber auch den Amphibien und kleineren Schuppenkriechtieren als Nahrungsgrundlage. Die Pflanzen des Unterholzes wurden weitgehend von den nachgewiesenen Unpaarhufern genutzt, wiewohl im Uferbereich auch semiaquatisch lebende Räuber wie Palaeosinopa auf Beutezug ging.

### Vergleich mit zeitgleichen Fundstellen
Fossilfunde sind aus der gesamten Green-River-Formation bekannt, das Fossil Butte Member enthält aber unter anderem bezogen auf den Formenreichtum der wasserbewohnenden Lebewesen das bei weitem umfassendste Material und übertrifft darin alle anderen 13 Schichtglieder der Formation zusammen genommen. Im einstigen Fossil Lake treten im liegenden Road Hollow Member im mittleren Abschnitt Fischreste auf, die Knightia, Diplomystus und Priscacara umfassen. Zudem kommen einzelne Krokodilzähne, Schildkröten-, Vogel- und Säugetierreste vor. Das hangende Angelo Member erbrachte eine vergleichbare Faunengemeinschaft. Die Wirbellosen bestehen dort aus Weichtieren und Muschelkrebsen. Da aber zur Zeit der Bildung des Angelo Members der Fossil Lake stark versalzte, starb ein Großteil der aquatisch gebundenen Fauna aus. Zusätzlich dazu stammen aus dem Bereich des Fossil-Beckens Fossilfunde aus der mit der Green-River-Formation verzahnten Wasatch-Formation. Diese verteilen sich einerseits auf den rund 180 m mächtigen Hauptkörper, andererseits auf das Bullpen Member. Ersterer liegt basal zur gesamten Abfolge der Green-River-Formation im Fossil-Becken, letzteres folgt ihr auf. Während sich die Fossilfunde im Bullpen Member auf einzelne Fischreste etwa von Asineops und Lepisosteus beschränken, ist der Wirbeltiergehalt des Hauptkörpers sehr umfassend. Allerdings liegt das Material sehr kleinstückig vor und setzt sich weitgehend aus Gebissresten und Zähnen zusammen. Er gibt jedoch einen umfassenden Einblick in den damaligen Landschaftsraum, der aus einer Überflutungsebene bestand. Es bestehen Überschneidungen mit dem Fossil Butte Member der Green-River-Formation, etwa durch das Auftreten von urtümlichen kleineren Säugetieren wie Palaeosinopa oder Apatemys, aber auch durch das „Urhuftier“ Hyopsodus, den frühen Pferdeangehörigen Protorohippus und den Brontotherien-Verwandten Lambdotherium. Hinzu kommen Nachweise von Beutelsäugern, der archaischen Leptictida oder von Angehörigen aus dem Umfeld der Schuppentiere. Mit Paramys und Knightomys sind unter anderem die Nagetiere belegt, ebenso kommen mit Cantius und Copelemur auch Primaten vor, beide Ordnungsgruppen wurden aus dem Fossil Butte Member bisher nicht dokumentiert. Dies trifft auch auf einige größere beutegreifende Säugetiere zu, so Oxyaena aus der Gruppe der Oxyaenodonta, Prototomus aus jener der Hyaenodonta und Viverravus beziehungsweise Vulpavus als frühe Formen der Raubtiere. Neben den bereits erwähnten Unpaarhufern konnten zudem Paarhufer belegt werden, so unter anderem Bunophorus, Diacodexis und Hexacodus.

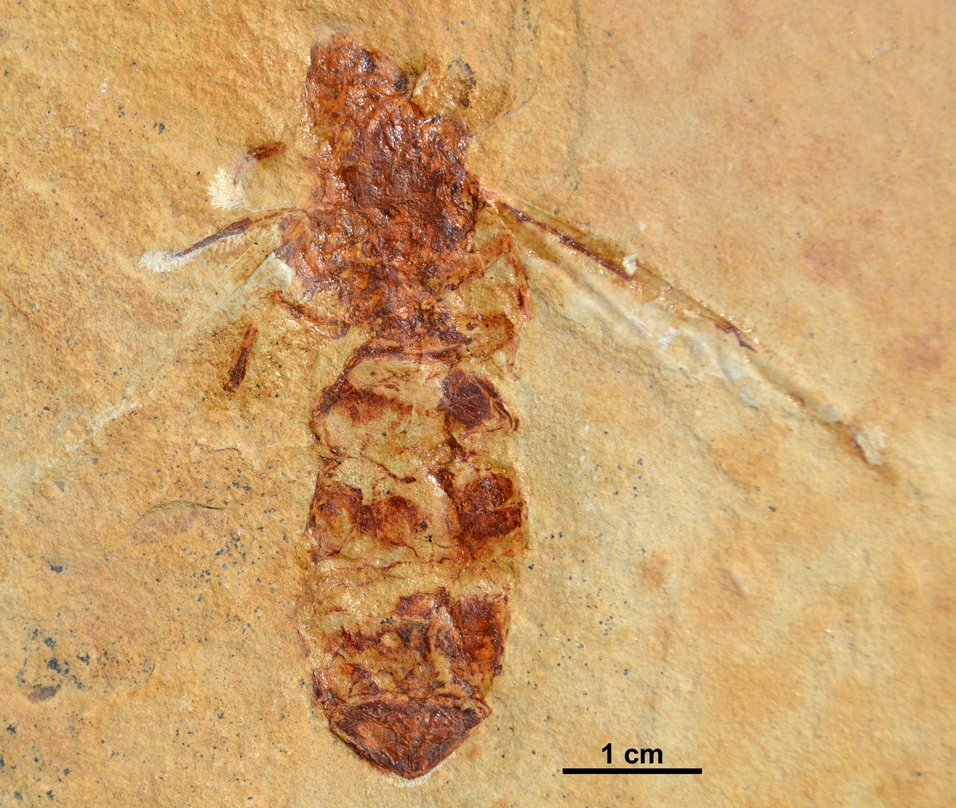
Abdruck von Titanomyrma, eine Ameise aus dem Laney Member des Lake Gosiute

Zahlreiche Funde stammen auch aus dem Lake Gosiute und dem Lake Uinta, in der Regel sind die Fossilien aber nicht so vollständig erhalten wie die des Fossil Butte Members. In mehreren Abschnitten der Sedimentfolge des Lake Gosiute fanden sich silifizierte Holz- und Stammreste, die auf eine mehrfache Transgression und Regression des ehemaligen Wasserspiegels hindeuten. Einige der wasserlebenden Arten konnten möglicherweise während der kurzfristigen Verbindung des Fossil Lake mit dem Lake Gosiute zwischen beiden Seen wechseln, doch starben diese im Lake Gosiute ebenfalls aufgrund zunehmender Salinität während der Bildung des Wilkins Peak Member aus oder wanderten in das Süßwasser der einströmenden Flüsse ab. Als bedeutend erwies sich das Laney Member, welches den obersten Abschnitt der Green-River-Formation im Lake Gosiute darstellt und mit einem radiometrisch datierten Alter von rund 49 Millionen Jahren in das beginnende Mitteleozän gehört, somit also jünger ist als das Fossil Butte Member. Neben zahlreichen Insekten, darunter Ameisen, tritt eine Fischfauna auf, die sich grundlegend von der des Fossil Butte Member unterscheidet und nur wenige gemeinsame Formen enthält, etwa die bereits erwähnten Knightia und Diplomystus sowie Amia und Phareodus. Abweichend kommen hier unter anderem Gosiotichthyes, eine der dominanten Formen mit tausenden von Funden, und Erismatopterus vor. Einige vollständige Skelette liegen unter anderem von einem Frosch vor, der wohl Eopelobates zugewiesen werden kann, und von verschiedenen Reptilien, zumeist Krokodilen wie Tsoabichi und Schildkröten, so von Trionyx. Zudem stammt ein Großteil des aus der Green-River-Formation bekannten Fundmaterials des Vogels Presbyornis von hier. Säugetierfunde sind dagegen sehr selten. Allerdings gibt es im Randbereich des Green-River-Beckens zahlreiche Aufschlüsse mit reichhaltigen, aber kleinstückigem Fundmaterial. Hierbei handelt es sich, wie im Fossil-Becken, um Verzahnungen der Green-River-Formation mit anderen Gesteinseinheiten. Bedeutende Kollektionen sind beispielsweise aus dem Little Muddy Creek im Südwesten dokumentiert, die neben nicht identifizierten Resten von Fischen und Vögeln wenigstens ein Dutzend Gattungen an Reptilien und fast zwei Dutzend an Säugetieren umfassen. Sie können verschiedenen biostratigraphischen Positionen zugewiesen werden. Die älteste Faunenassoziation (Little Muddy I) gehört einer lokalen Ausprägung der Wasatch-Formation an und datiert aufgrund des Auftretens von Lambdotherium in das Lostcabinium, sie ist somit zeitgleich mit dem Fossil Butte Member. Die jüngste Faunengemeinschaft (Little Muddy VII) entspricht dagegen dem ausgehenden Bridgerium der Bridger-Formation. Von den aufgefundenen Fossilresten können jene von Little Muddy III, Little Muddy V und Little Muddy VI direkt mit der Green-River-Formation des Lake Gosiute korreliert werden. Hervorzuheben ist vor allem das Vorkommen von frühen Primaten wie Omomys, Washakius sowie Notharctus, aber auch von Paarhufern, die durch Diacodexis und Bunophorus angezeigt werden, oder der Nagetiere mit Paramys und Knightomys. Weitere bedeutende Aufschlüsse finden sich auch in anderen Bereichen des Green-River-Beckens. Hervorzuheben ist die Region um den New Fork River und den Big Sandy River, zwei Nebenflüssen des Green River im nordöstlichen Teil des Beckens, von wo mehr als 1200 Säugetierreste stammen. Während die Funde aus dem Laney Member extrem fragmentiert und kaum bestimmbar sind, gehört das überwiegende und identifizierte Material Ausläufern der Wasatch-Formation im Liegenden und der Bridger-Formation im Hangenden an. Das Faunenspektrum ähnelt dem im südwestlichen Beckenbereich. Insgesamt treten die einzelnen Vorkommen häufig eher isoliert auf und ihre Beziehungen zueinander sind noch nicht vollständig geklärt.

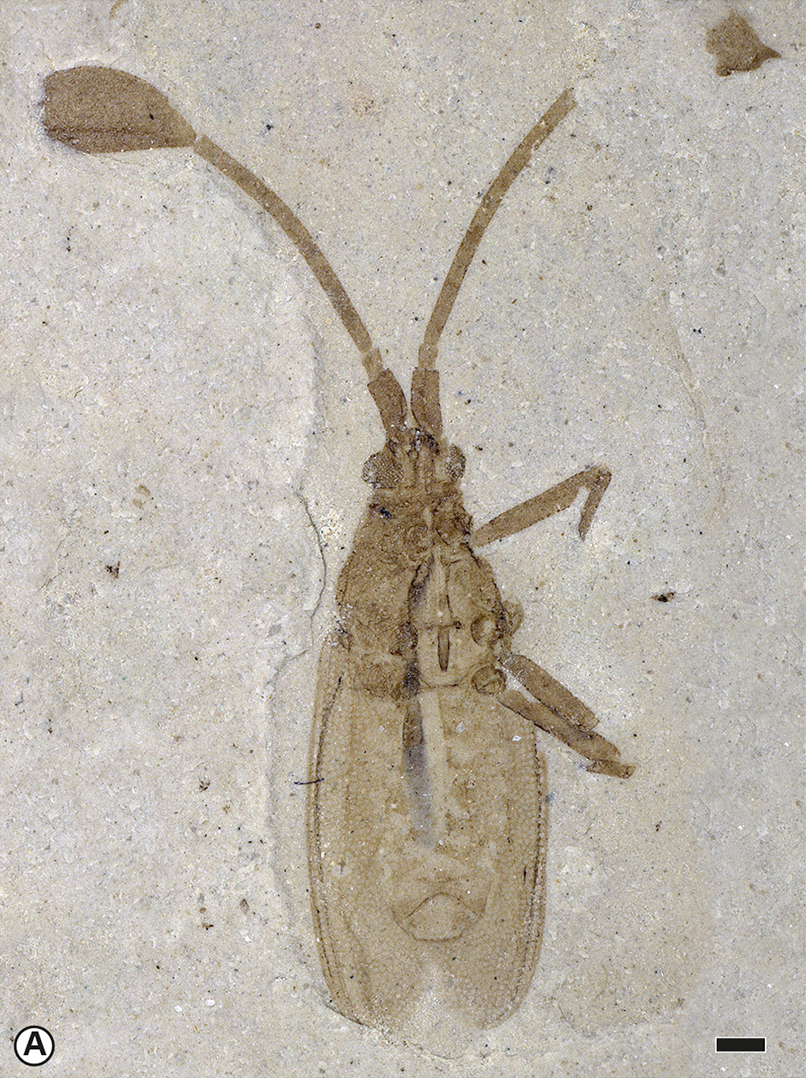
Abdruck von Gyaclavator, eine Netzwanze aus dem Parachute Creek Member des Lake Uinta

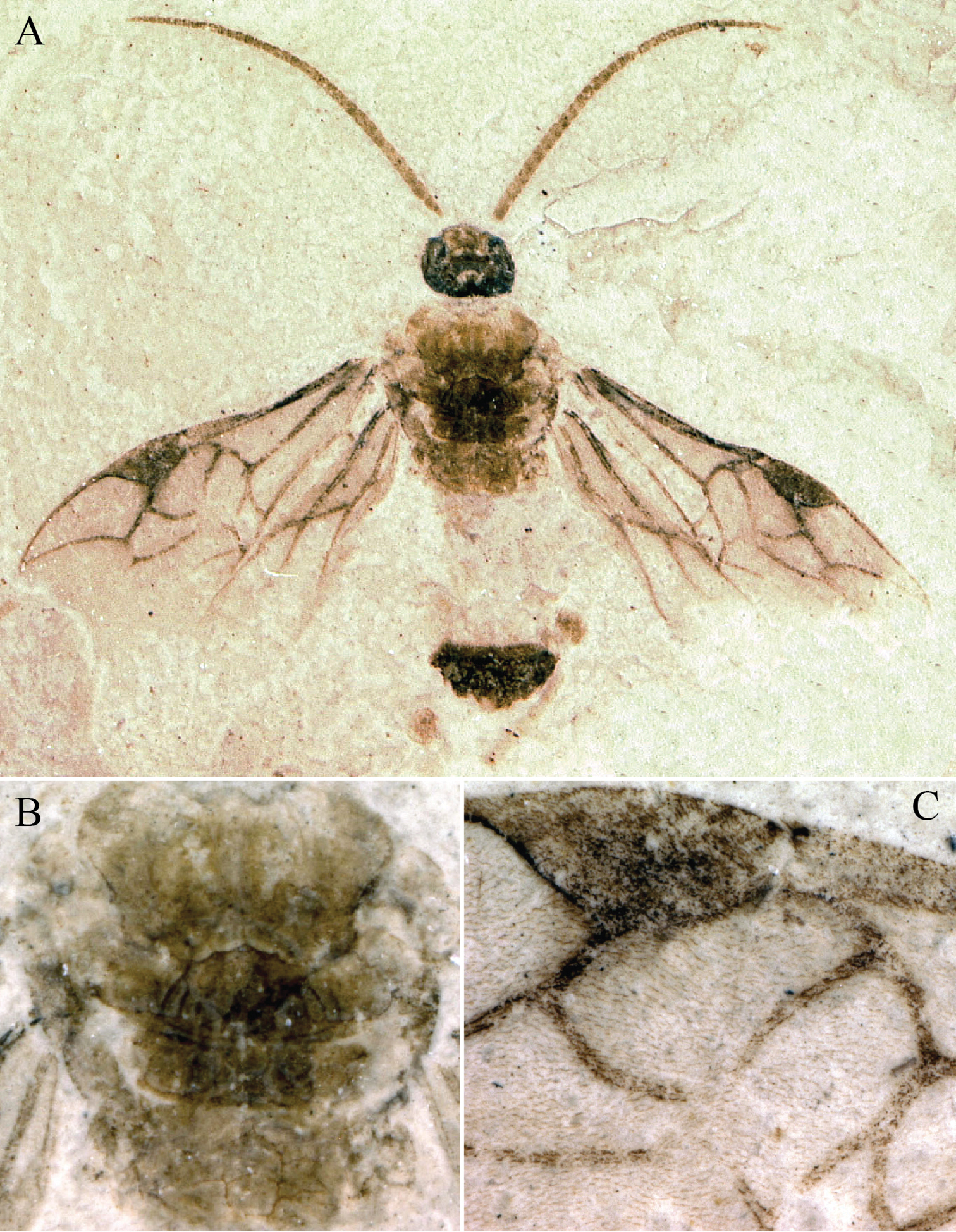
Abdruck von Colemanus, eine Brackwespe aus dem Parachute Creek Member des Lake Uinta

Lake Uinta wies dagegen die niedrigste Diversität von allen drei Seen auf, auch unter Berücksichtigung aller Wirbeltiergruppen, mit nur wenigen Formen. Das bedeutendste Schichtglied stellt hier das Parachute Creek Member dar, das den oberen Abschluss der lokalen Abfolge der Green-River-Formation bildet und dem ausgehenden Mitteleozän zuzuweisen ist. An Fischen konnten bisher nur sechs bis acht Gattungen nachgewiesen werden. Hervorzuheben sind aber zwei vollständige Froschskelette mit erhaltenen Hautresten, von denen ein Individuum frisch der Metamorphose entschlüpft war. Auch einige Skelette und Teilskelette von Schuppenkriechtieren sind belegt, darunter ein Verwandter der Chinesischen Krokodilschwanzechse mit vorzüglich überlieferter Schuppenhaut. Unter den Säugetieren sticht vor allem ein vollständiges, aber schlecht erhaltenes Fledermausskelett hervor. Bemerkenswert sind auch nachgewiesene Spurenfossilien von Vögeln und Säugetieren, die im Parachute Creek Member und weiterhin in einem der liegenden Abschnitte aufgefunden wurden. Die Säugetierspuren stellen Hinterlassenschaften dreizehiger Tiere dar, die möglicherweise kleineren Unpaarhufern zuzuweisen sind, eventuell einem frühen Vertreter der dreizehigen Pferde. Neben der eher formenarmen Vertebratenfauna ist dagegen eine sehr umfassende und bedeutende Invertebratenfauna überliefert. Diese schließt etwa Miagrammopes und Hersiliola als Vertreter der Spinnen, Gyaclavator als Angehöriger der Wanzen, Agulla aus der Gruppe der Kamelhalsfliegen oder mit Colemanus auch Hautflügler ein. Hinzu kommt eine reichhaltige Flora.

## Forschungsgeschichte

### Die Anfänge im 19. Jahrhundert

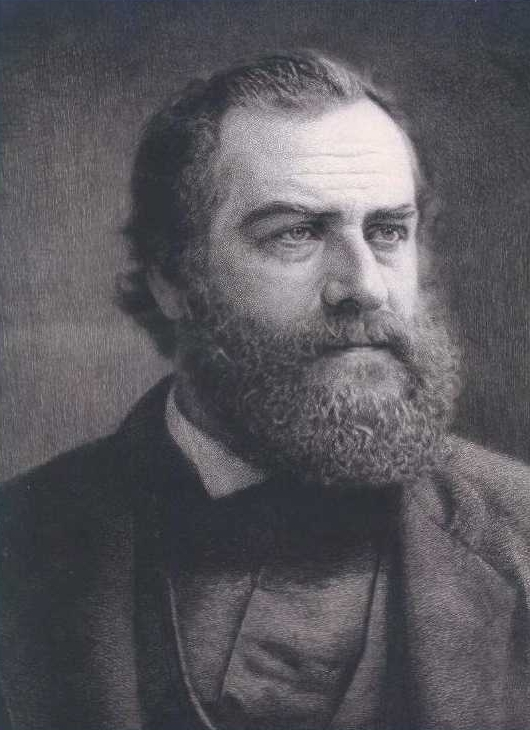
Joseph Leidy beschrieb 1856 das erste Fossil der Green-River-Formation und den häufigsten Fisch des Fossil Butte Members

Die Erforschung der Green-River-Formation reicht bis in das frühe 19. Jahrhundert zurück. So berichtete im Jahr 1840 ein Missionar namens S. A. Parker von Insektenfunden. Sechzehn Jahre später entdeckte der Geologie John Evans erstmals einen fossilen Fisch im heutigen Laney Member des Lake Gosiute, den er zu Joseph Leidy (1823–1891), einen der Begründer der Paläontologie in Nordamerika, nach Philadelphia sendete. Dieser bestimmte den Fisch als Hering und benannte ihn Clupea humilis. Später wurde der Fisch in Knightia eocaena umbenannt, da der vorherige Name bereits von einer anderen Fischart belegt war. Leidy hatte damit einen der häufigsten Fischfunde in der Green-River-Formation beschrieben, die Art wurde später auch im Fossil Butte Member entdeckt. Die frühesten Funde aus dem Fossil Butte Member beschrieb Fielding Bradford Meek (1817–1876) im Jahr 1870, wobei es sich hier um Weichtiere handelte, die vom Fossil Hill stammten, später in Fossil Butte umbenannt und heute die Typuslokalität und Namensgeber des Fossil Butte Members. Im Jahr zuvor hatte bereits Ferdinand Vandeveer Hayden für das Fossil-Becken erstmals die vorkommenden Gesteinseinheiten der Green-River- und der Wasatch-Formation kurz erwähnt, was Grundlage für die weiteren geologischen Arbeiten in späterer Zeit wurde. Albert Charles Peale (1849–1914), der mehrere Expeditionen von Hayden in die Rocky Mountains begleitete, legte dann ein Jahrzehnt später eine erste ausführliche Beschreibung der Schichtenfolge am Fossil Butte vor und diskutierte kurz die bis dahin bekannten Fischfossilien. Ebenfalls in den späten 1870er Jahren sammelte Edward Drinker Cope (1840–1897) an der Twin Creek Site des Fossil Lake verschiedene Wirbeltiere, zumeist Fische, deren wissenschaftliche Aufarbeitung er ab 1877 publizierte. Insgesamt benannte Cope mehr als 30 Fischarten aus dem Fossil Butte Member, von denen 14 heute noch anerkannt sind. Im Jahr 1895 verkaufte Cope seine gesamte, rund 13.000 Objekte umfassende Fossilsammlung an das American Museum of Natural History, worunter sich auch 150 Fossilreste des Fossil Butte Members befanden.
In diese frühe Phase der Erforschung fällt auch die Cope-Marsh-Fehde, auch Bone Wars genannt, die sich Cope mit seinem Rivalen Othniel Charles Marsh (1832–1899) um prestigeträchtige Fossilien lieferte. Allerdings stellte das Fossil Butte Member darin nur eine kleine Episode dar und betraf den Stachelrochen Heliobatis. Dieser war bereits 1877 von Marsh beschrieben worden, während Cope für die gleiche Gattung den Namen Xiphotrygon 1879 vorschlug. Nach dem allmählichen Ausklingen der Fehde beschäftigten sich im ausgehenden 19. Jahrhundert nur wenige Forscher mit dem Fossil Butte Member, so Alpheus S. Packard mit Zehnfußkrebsen im Jahr 1880, Léo Lesquereux, mit Pflanzen im Jahr 1887, Samuel H. Scudder mit Insekten im Jahr 1890 und Charles R. Eastman mit Vögeln und Knochenhechten im Jahr 1900.

### Kommerzielle Grabungen
Bereits seit Beginn der 1870er Jahre wurden die Aufschlüsse des Fossil Butte Members von verschiedenen, kommerziell tätigen Gräbern und Fossiliensammlern aufgesucht. Hierzu gehören unter anderem A. Shoomaker, der 1877 Fundstücke an Marsh verkaufte, oder Chas Smith, der in den 1880er Jahren grub. Zum Ende des 19. Jahrhunderts und darüber hinaus etablierten sich mehrere Familien, die teils über mehrere Generationen an verschiedenen Fundplätzen suchten. Zu der ersten gehört die Familie Haddenham, die um 1880 in das Gebiet um Fossil Lake zog. David Haddenham begleitete um 1918 erstmals Robert Lee Craig in das 18-inch layer, der hier bereits seit 1897 tätig war. Ihm folgten sein Sohn und Enkel bis in die 1970er Jahre. Die Familie Carl und Shirley Ulrich nahm ihre Suche 1947 auf und führt sie bis heute fort. Sie gehörten auch zu den ersten, die moderne Präparationswerkzeuge und -verfahren nutzten. In den 1970er Jahren etablierten sich Sylvester Tynsky und dessen Söhne mit Fossilsuchen im Fossil Butte Member, wobei sie in den Sandwich beds tätig wurden und dies bis heute in vierter Generation ausüben. Zu den weiteren bedeutenden Familien, die in etwa dem gleichen Zeitraum aktiv wurden, gehören jene von Virl und Shirley Hebdon und jene von Tom Lindgren.

## Fundpräsentation
Aufgrund der Tatsache, dass zahlreiche Funde von privaten Unternehmern geborgen, restauriert und anschließend verkauft werden, sind viele Fundstücke, darunter auch einige der besten aus dem Fossil Butte Member in Museen weltweit zu besichtigen. Die größte Sammlung befindet sich aber im Field Museum in Chicago, das seit mehreren Dekaden Feldforschungen vor Ort durchführt. Die herausragende Bedeutung des Fossil Butte Members wurde offiziell 1972 mit der Einrichtung des 33,2 km² großen Fossil Butte National Monument gewürdigt. Das dortige Besucherzentrum, das rund 430 m² groß ist, zeigt ebenfalls bedeutende Funde aus der Schichteinheit.